# Historia de la electricidad

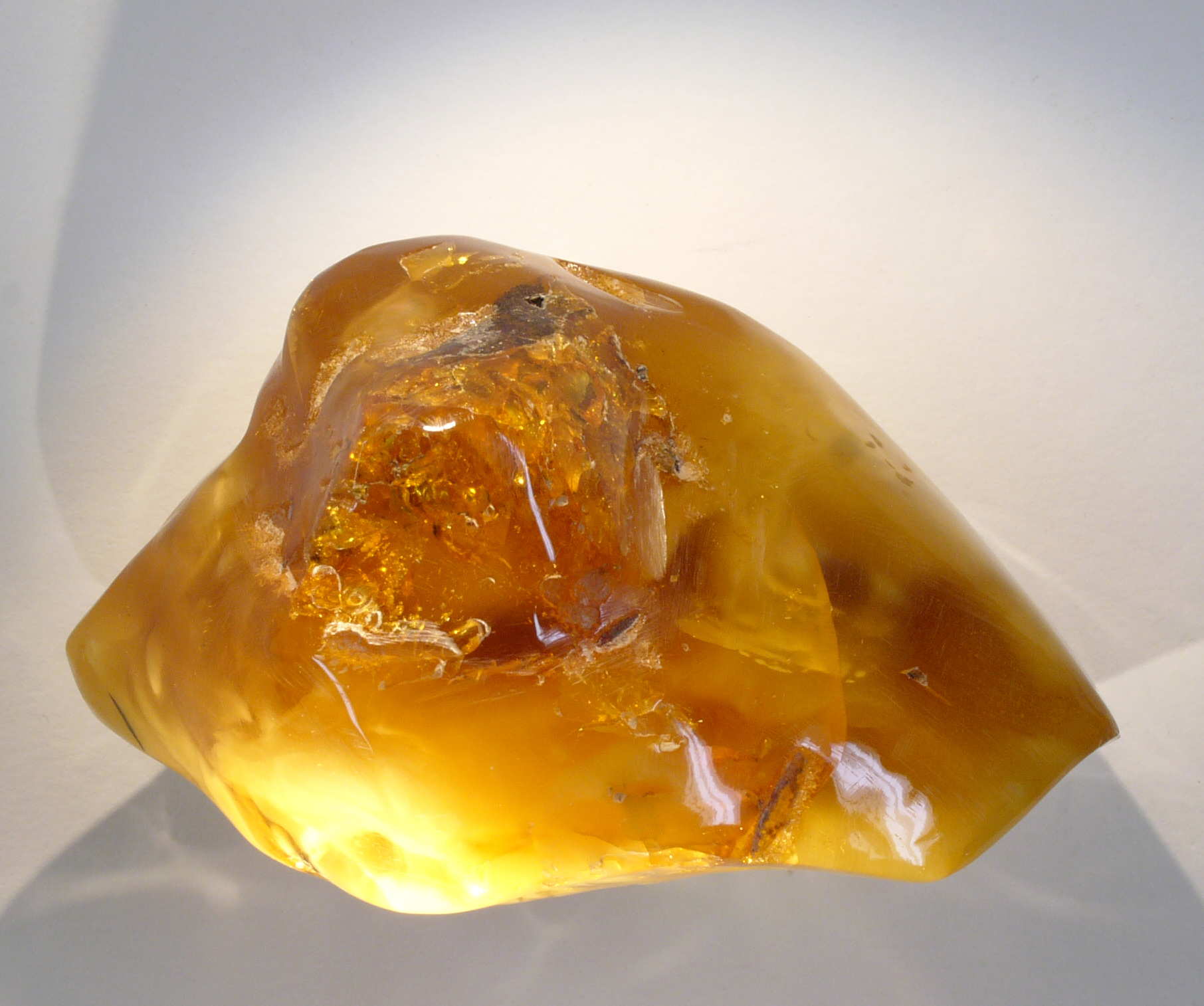
Un fragmento de ámbar como el que pudo utilizar Tales de Mileto en su experimentación del efecto triboeléctrico. El nombre en griego de este material (ελεκτρον, elektron) se utilizó para nombrar al fenómeno y la ciencia que se estudia, a partir del libro De Magnetes, Magneticisque Corporibus, et de Magno Magnete Tellure, de William Gilbert (1600).

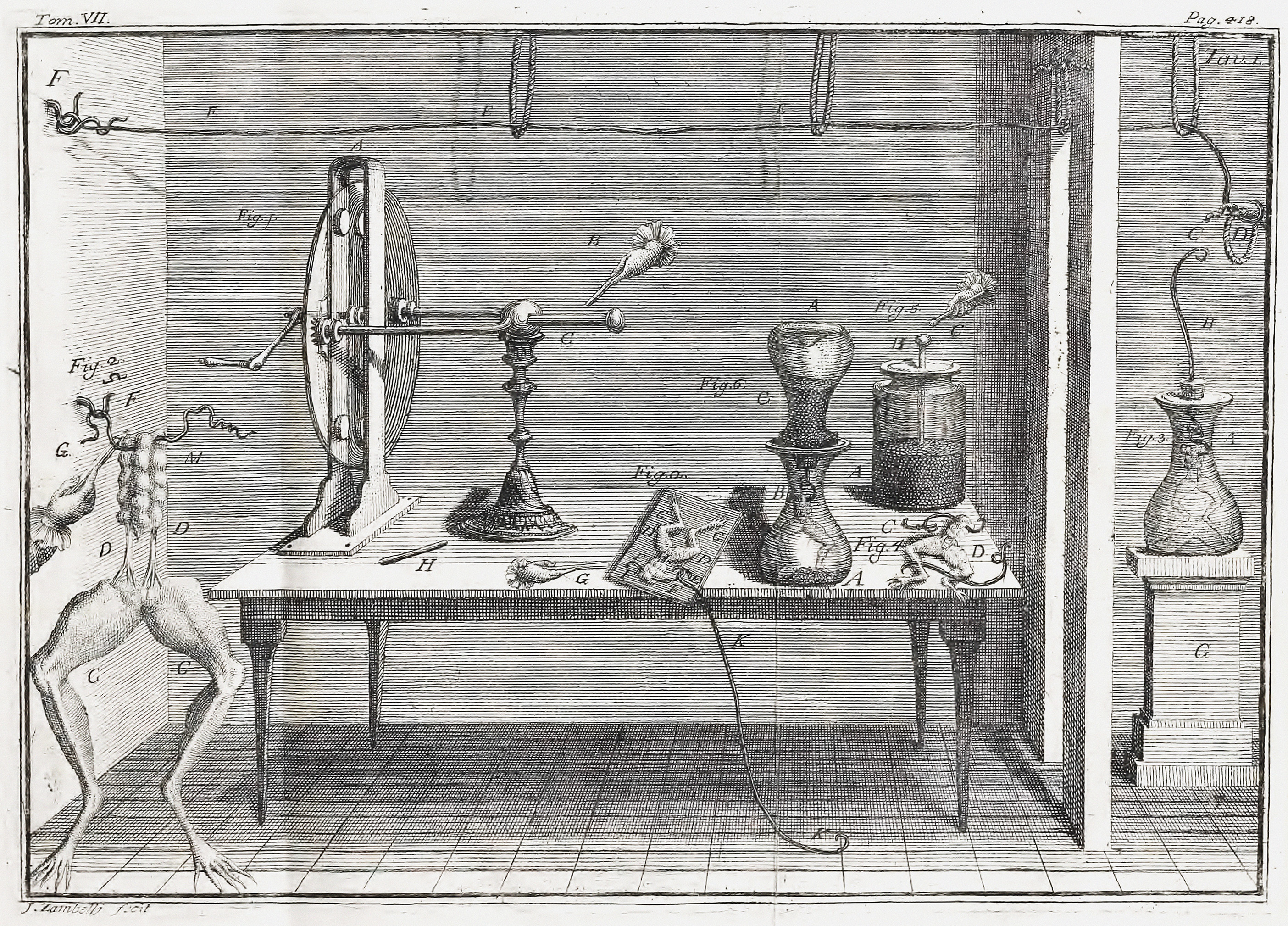
Grabado mostrando la teoría del galvanismo según los experimentos de Luigi Galvani. De viribus electricitatis motu musculari commentarius, 1792.

La historia de la electricidad se refiere al estudio de la electricidad, al descubrimiento de sus leyes como fenómeno físico y a la invención de artefactos para su uso práctico.
Como también se denomina electricidad a la rama de la ciencia que estudia el fenómeno y a la rama de la tecnología que lo aplica, la historia de la electricidad es la rama de la historia de la ciencia y de la historia de la tecnología que se ocupa de su surgimiento y evolución. El fenómeno de la electricidad se ha estudiado desde la antigüedad, pero su estudio científico comenzó en los siglos XVII y XVIII. A finales del siglo XIX, los ingenieros lograron aprovecharla para uso doméstico e industrial. La rápida expansión de la tecnología eléctrica la convirtió en la columna vertebral de la sociedad industrial moderna.
Mucho antes de que existiera algún conocimiento sobre la electricidad, la humanidad era consciente de las descargas eléctricas producidas por peces eléctricos. Textos del Antiguo Egipto que datan del 2750 a. C. se referían a estos peces como «los tronadores del Nilo», descritos como los protectores de los otros peces. Posteriormente, los peces eléctricos también fueron descritos por los romanos, griegos, árabes, naturalistas y físicos. Autores antiguos como Plinio el Viejo o Escribonio Largo, describieron el efecto adormecedor de las descargas eléctricas producidas por peces eléctricos y rayas eléctricas. Además, sabían que estas descargas podían transmitirse por materias conductoras. Los pacientes de enfermedades como la gota y el dolor de cabeza se trataban con peces eléctricos, con la esperanza de que la descarga pudiera curarlos. La primera aproximación al estudio del rayo y a su relación con la electricidad se atribuye a los árabes, que antes del siglo XV tenían una palabra para rayo (raad) aplicado a la raya eléctrica.
En culturas antiguas del Mediterráneo se sabía que al frotar ciertos objetos, como una barra de ámbar, con lana o piel, se obtenían pequeñas cargas (efecto triboeléctrico) que atraían pequeños objetos, y frotando mucho tiempo podía causar la aparición de una chispa. Cerca de la antigua ciudad griega de Magnesia se encontraban las denominadas piedras de Magnesia, que incluían magnetita y los antiguos griegos observaron que los trozos de este material se atraían entre sí, y también a pequeños objetos de hierro. Las palabras magneto (equivalente en español a imán) y magnetismo derivan de ese topónimo. Hacia el año 600 a. C., el filósofo griego Tales de Mileto hizo una serie de observaciones sobre electricidad estática. Concluyó que la fricción dotaba de magnetismo al ámbar, al contrario que minerales como la magnetita, que no necesitaban frotarse. Tales se equivocó al creer que esta atracción la producía un campo magnético, aunque más tarde la ciencia probaría la relación entre el magnetismo y la electricidad. Según una teoría controvertida, los partos podrían haber conocido la electrodeposición, basándose en el descubrimiento en 1936 de la batería de Bagdad, similar a una celda voltaica, aunque es dudoso que el artefacto fuera de naturaleza eléctrica.
Esas especulaciones y registros fragmentarios fueron el tratamiento casi exclusivo (con la notable excepción del uso del magnetismo para la brújula) que hay desde la Antigüedad hasta la Revolución científica del siglo XVII; aunque todavía entonces pasaba por ser poco más que una curiosidad para mostrar en los salones. Las primeras aportaciones que pueden entenderse como aproximaciones sucesivas al fenómeno eléctrico fueron realizadas por  William Gilbert que realizó un estudio cuidadoso de electricidad y magnetismo. Diferenció el efecto producido por trozos de magnetita, de la electricidad estática producida al frotar ámbar. Además, acuñó el término neolatino electricus (que, a su vez, proviene de ήλεκτρον [elektron], la palabra griega para ámbar) para referirse a la propiedad de atraer pequeños objetos después de haberlos frotado. Esto originó los términos eléctrico y electricidad, que aparecen por vez primera en 1646 en la publicación Pseudodoxia Epidemica de Thomas Browne.
Esos estudios fueron seguidas por investigadores sistemáticos como von Guericke, Cavendish, Du Fay, van Musschenbroek (botella de Leyden) o William Watson. Las observaciones sometidas a método científico empiezan a dar sus frutos con Galvani, Volta, Coulomb y Franklin, y, ya a comienzos del siglo XIX, con Ampère, Faraday y Ohm. Los nombres de estos pioneros terminaron bautizando las unidades hoy utilizadas en la medida de las distintas magnitudes del fenómeno. La comprensión final de la electricidad se logró recién con su unificación con el magnetismo en un único fenómeno electromagnético descrito por las ecuaciones de Maxwell (1861-1865).
Los desarrollos tecnológicos que produjeron la Primera Revolución Industrial no hicieron uso de la electricidad. Su primera aplicación práctica generalizada fue el telégrafo eléctrico de Samuel Morse (1833) —precedido por Gauss y Weber, 1822—, que revolucionó las telecomunicaciones. La generación industrial de electricidad comenzó partir del cuarto final del siglo XIX, cuando se extendió la iluminación eléctrica de las calles y de las viviendas. La creciente sucesión de aplicaciones de esta forma de energía hizo de la electricidad una de las principales fuerzas motrices de la Segunda Revolución Industrial. Más que de grandes teóricos como lord Kelvin, fue el momento de grandes ingenieros e inventores, como Gramme, Tesla, Sprague, Westinghouse, von Siemens Graham Bell, y, sobre todo, Alva Edison y su revolucionaria manera de entender la relación entre investigación científico-técnica y mercado capitalista, que convirtió la innovación tecnológica en una actividad industrial. Los sucesivos cambios de paradigma de la primera mitad del siglo XX (relativista y cuántico) estudiarán la función de la electricidad en una nueva dimensión: atómica y subatómica.

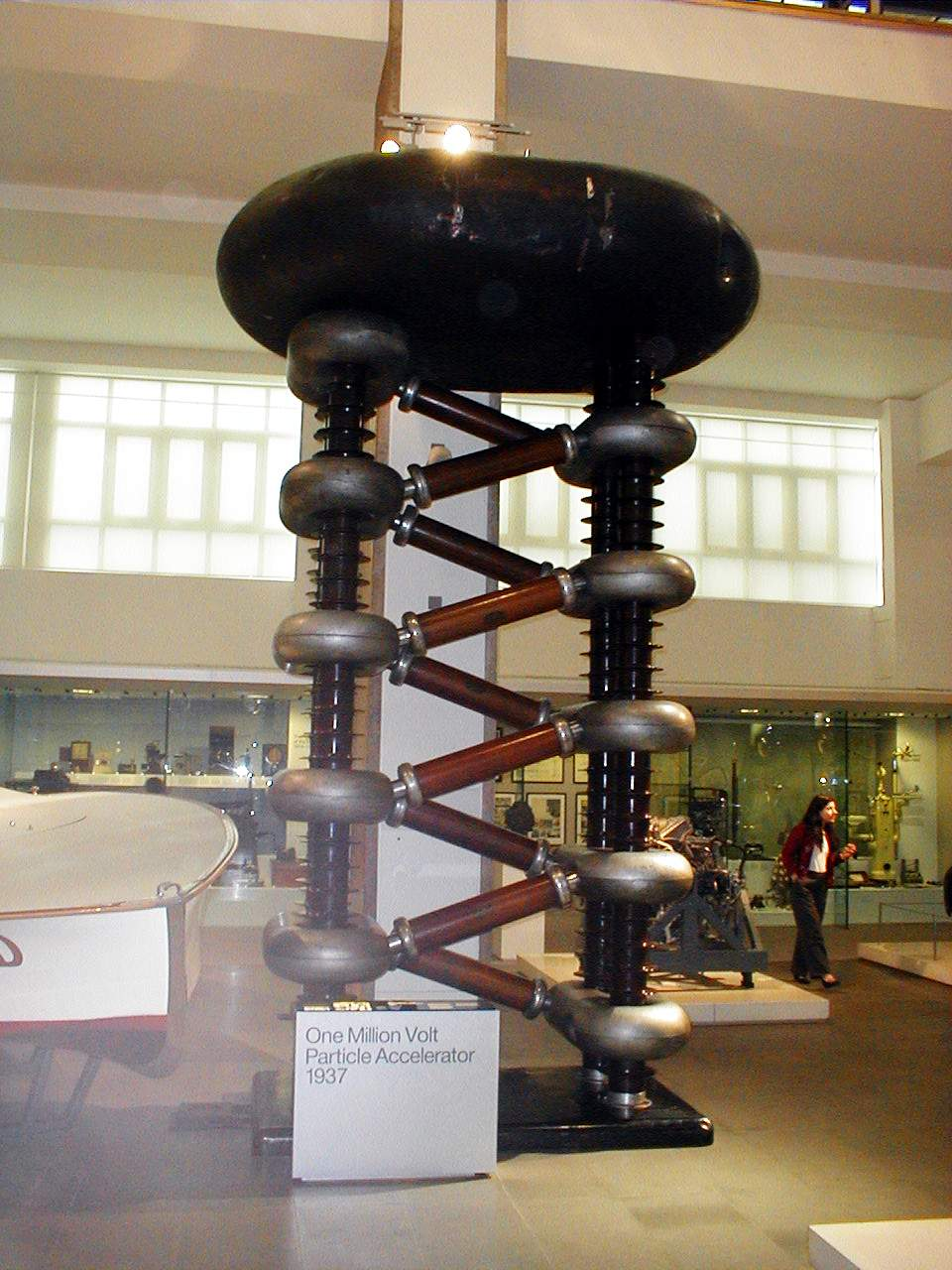
Multiplicador de tensión Cockcroft-Walton utilizado en un acelerador de partículas de 1937, que alcanzaba un millón de voltios.

La electrificación no solo fue un proceso técnico, sino un verdadero cambio social de implicaciones extraordinarias, comenzando por el alumbrado y siguiendo por todo tipo de procesos industriales (motor eléctrico, metalurgia, refrigeración...) y de comunicaciones (telefonía, radio). Lenin, durante la Revolución bolchevique, definió el socialismo como la suma de la electrificación y el poder de los soviets, pero fue sobre todo la sociedad de consumo que nació en los países capitalistas, la que dependió en mayor medida de la utilización doméstica de la electricidad en los electrodomésticos, y fue en estos países donde la retroalimentación entre ciencia, tecnología y sociedad desarrolló las complejas estructuras que permitieron los actuales sistemas de I+D e I+D+I, en que la iniciativa pública y privada se interpenetran, y las figuras individuales se difuminan en los equipos de investigación.
La energía eléctrica es esencial para la sociedad de la información de la tercera revolución industrial que se viene produciendo desde la segunda mitad del siglo XX (transistor, televisión, computación, robótica, internet...). Únicamente puede comparársele en importancia la motorización dependiente del petróleo (que también es ampliamente utilizado, como los demás combustibles fósiles, en la generación de electricidad). Ambos procesos exigieron cantidades cada vez mayores de energía, lo que está en el origen de la crisis energética y medioambiental y de la búsqueda de nuevas fuentes de energía, la mayoría con inmediata utilización eléctrica (energía nuclear y energías alternativas, dadas las limitaciones de la tradicional hidroelectricidad). Los problemas que tiene la electricidad para su almacenamiento y transporte a largas distancias, y para la autonomía de los aparatos móviles, son retos técnicos aún no resueltos de forma suficientemente eficaz.
El impacto cultural de lo que Marshall McLuhan denominó Edad de la Electricidad, que seguiría a la Edad de la Mecanización (por comparación a cómo la Edad de los Metales siguió a la Edad de Piedra), radica en la altísima velocidad de propagación de la radiación electromagnética (300 000 km/s) que hace que se perciba de forma casi instantánea. Este hecho conlleva posibilidades antes inimaginables, como la simultaneidad y la división de cada proceso en una secuencia. Se impuso un cambio cultural que provenía del enfoque en «segmentos especializados de atención» (la adopción de una perspectiva particular) y la idea de la «conciencia sensitiva instantánea de la totalidad», una atención al «campo total», un «sentido de la estructura total». Se hizo evidente y prevalente el sentido de «forma y función como una unidad», una «idea integral de la estructura y configuración». Estas nuevas concepciones mentales tuvieron gran impacto en todo tipo de ámbitos científicos, educativos e incluso artísticos (por ejemplo, el cubismo). En el ámbito de lo espacial y político, «la electricidad no centraliza, sino que descentraliza... mientras que el ferrocarril requiere un espacio político uniforme, el avión y la radio permiten la mayor discontinuidad y diversidad en la organización espacial».

## Historia antigua y clásica

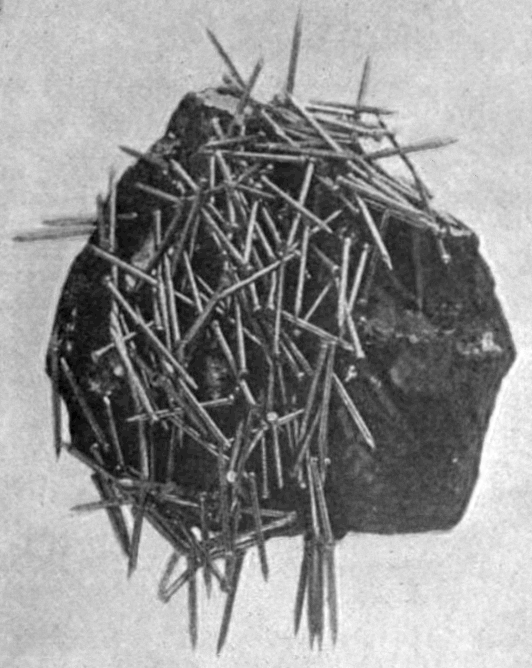
El descubrimiento de la propiedad de los imanes, ciertos minerales con óxidos de hierro encontraron por primera vez en estado natural en varias partes del mundo, especialmente en Magnesia, en Asia Menor, que tenían la propiedad de atraer pequeños trozos de hierro, como se muestra.

El conocimiento de la electricidad estática se remonta a las civilizaciones más tempranas, pero durante milenios se mantuvo como un fenómeno interesante y desconcertante, sin una teoría que explicase su comportamiento y, a menudo, confundido con el magnetismo. Los antiguos conocían propiedades bastante curiosas que poseían dos sustancias, el ámbar (ἤλεκτρον, ēlektron) y el mineral de hierro magnético (μαγνῆτις λίθος magnētis lithos,magnētis lithos, la piedra de Magnesia, piedra imantada). El ámbar, cuando se frota, atrae objetos livianos, como plumas; el mineral de hierro magnético tiene el poder de atraer hierro.
Basándose en su descubrimiento de un artefacto hematítico olmeca en América Central, el astrónomo estadounidense John Carlson sugirió que «los olmecas pueden haber descubierto y utilizado la brújula geomagnética de piedra imantada antes de 1000 a. C.». Si ello fuese verdad, «precede al descubrimiento chino de la brújula de piedra imantada geomagnética en más de un milenio». Carlson especula que los olmecas pueden haber usado artefactos similares como un dispositivo direccional para propósitos astrológicos o geománticos, o para orientar sus templos, las moradas de los vivos o los enterramientos de los muertos. La referencia más antigua de la literatura china al magnetismo se encuentra en un libro del siglo IV a. C. titulado Libro del maestro del valle del Diablo (鬼谷 子): «La piedra imantada hace que el hierro llegue o lo atraiga».

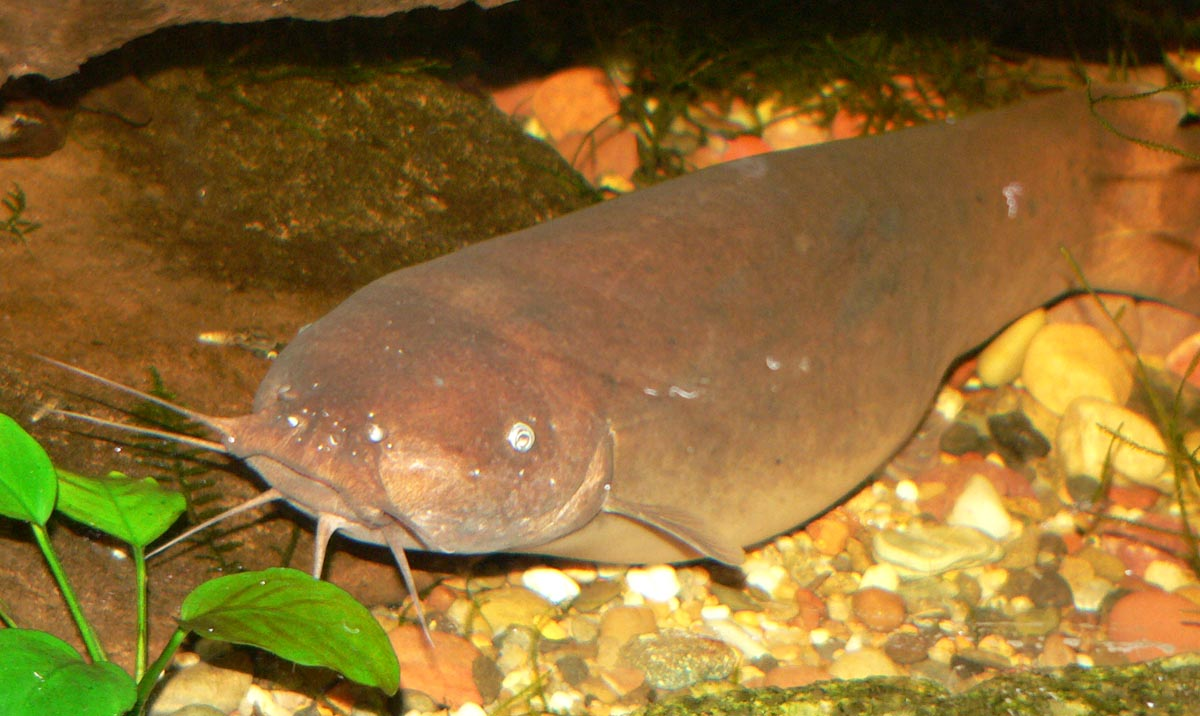
El bagre eléctrico se encuentra en África tropical y el río Nilo.

Mucho antes de que existiera algún conocimiento del electromagnetismo, las personas eran conscientes de los efectos de la electricidad. Los relámpagos y otras manifestaciones de electricidad, como el fuego de San Telmo, se conocían en la antigüedad, pero no se entendía que estos fenómenos tuvieran un origen común. Los antiguos egipcios estaban al tanto de las descargas al interactuar con peces eléctricos (como el bagre eléctrico) u otros animales (como las anguilas eléctricas). Las descargas de los animales fueron evidentes para los observadores que desde la prehistoria habían estado en contacto con ellos. Los textos de 2750 a. C. de los antiguos egipcios se referían a estos peces como «el trueno del Nilo» y los veían como los protectores de todos los demás peces. Otro posible enfoque para descubrir la identidad de los rayos y de la electricidad de cualquier otra fuente, se debe atribuir a los árabes, quienes antes del siglo XV utilizaban la misma palabra árabe para relámpago (barq) y la raya eléctrica.
Tales de Mileto, que escribió alrededor del año 600 a. C., observó que frotando pieles con diversas sustancias como el ámbar provocaba que atrajeran motas de polvo y otros objetos de luz. Tales escribió sobre el efecto que ahora se conoce como electricidad estática. Los griegos notaron que si frotaban el ámbar el tiempo suficiente, incluso podían conseguir que saltase una chispa eléctrica. En esa época en la alquimia y la filosofía natural, se pensaba que podría existir un medio material llamado «éter», una sustancia que llenaría el espacio o campo.
Los fenómenos electrostáticos fueron reportados nuevamente milenios más tarde por los naturalistas y médicos romanos y árabes. Varios escritores antiguos, como Plinio el Viejo y Scribonius Largus, atestiguaron el efecto adormecedor de las descargas eléctricas producidas por los pez gato y torpedo rayos. Plinio en sus libros escribe: «Los antiguos toscanos por su aprendizaje sostienen que hay nueve dioses que envían relámpagos y los de once géneros». Esta fue, en general, la idea pagana temprana de los rayos. Los antiguos tenían algún concepto de que las descargas podían viajar a lo largo de objetos conductores. Los pacientes que sufrían dolencias como la gota o el dolor de cabeza eran tratados con peces eléctricos con la esperanza de que la poderosa sacudida al tocarlos pudiera curarlos.
Varios objetos encontrados en Irak en 1938 datados de los primeros siglos d. C. (Mesopotamia sasánida), llamada la batería de Bagdad, se asemejan a una celda galvánica y algunos creen que se utilizarían para la galvanoplastia. Las afirmaciones son controvertidas debido a las mismas evidencias que las sustentan y a las teorías sobre el uso de los artefactos, a pruebas físicas de los objetos conductores y si eran de naturaleza eléctrica. Por ello la naturaleza de esos objetos se basa en la especulación y su función es dudosa.

## Edad Media y Renacimiento

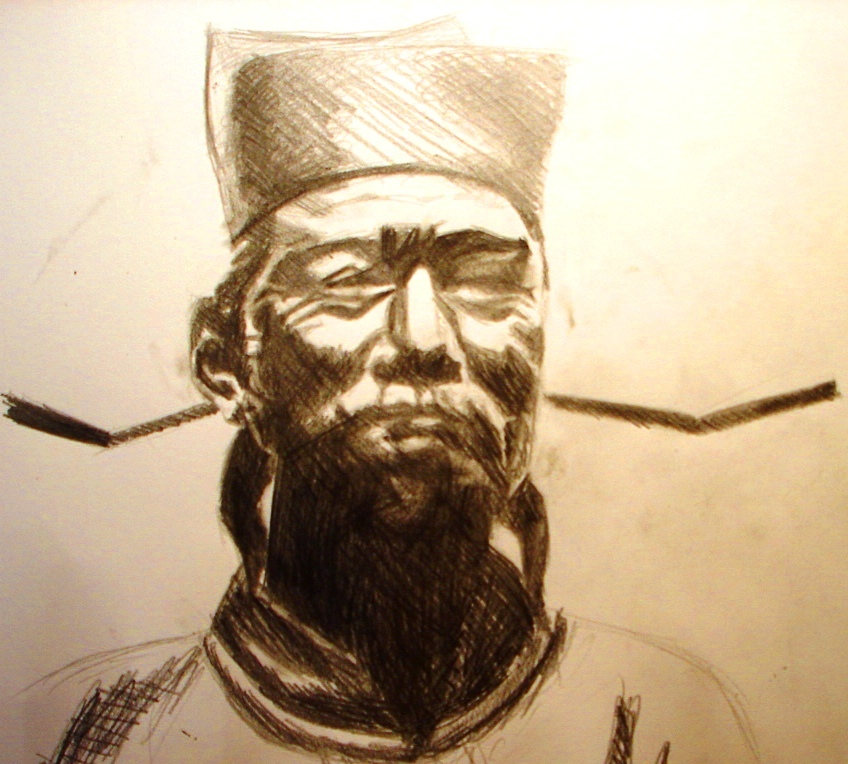
Shen Kuo escribió Dream Pool Essays (夢溪筆談); Shen también describió por primera vez la aguja magnética.

La atracción magnética ya había sido explicada antes por Aristóteles y Tales como el trabajo de un alma en la piedra. Esa alma fue el primer ataque de la razón humana a la superstición y la fundación de la filosofía. Al cabo de siglos, una nueva capacidad de la magnetita se reveló en su polaridad, o la aparición de efectos opuestos en extremos opuestos, y llevó luego a la primera utilización del conocimiento adquirido, en la aguja náutica, que condujo que al descubrimiento del Nuevo Mundo, y la apertura de todos los portales del Antiguo Mundo al comercio y la civilización.
En el siglo XI, el científico chino Shen Kuo (1031-1095) fue la primera persona en escribir sobre la brújula de aguja magnética y que esta mejoraba la precisión de la navegación al emplear el concepto astronómico de norte verdadero (Dream Pool Essays, (señalado en 1088 d. C.), y en el siglo XII, se sabía que los chinos usaban la brújula de piedra imantada para la navegación. En 1187, Alexander Neckam fue el primero en Europa en describir la brújula y su uso para la navegación.
El magnetismo fue una de las pocas ciencias que progresaron en Europa medieval. En el siglo XIII, Peter Peregrinus, un nativo de Maricourt en Picardía, hizo un descubrimiento de importancia fundamental. El erudito francés realizó experimentos sobre magnetismo y escribió el primer tratado que se conserva que describe las propiedades de los imanes y de las agujas pivotantes de brújula. La brújula seca fue inventada alrededor de 1300 por el inventor italiano Flavio Gioja.
El arzobispo Eustacio de Tesalónica, erudito griego y escritor del siglo XII, registra que Woliver, rey de los godos, era capaz de echar chispas de su cuerpo. El mismo escritor afirma que cierto filósofo era capaz, mientras se vestía, de hacer saltar chispas de su ropa, un resultado aparentemente similar al obtenido por Robert Symmer en sus experimentos con medias de seda, un relato cuidadoso que se puede encontrar en las  'Philosophical Transactions', 1759.
El médico italiano Gerolamo Cardano escribió sobre la electricidad en De Subtilitate (1550), distinguiendo, quizás por primera vez, entre fuerzas eléctricas y fuerzas magnéticas.

## SigloXVII
La Revolución científica que se venía produciendo desde Copérnico en la astronomía y Galileo en la física no va a encontrar aplicaciones muy tempranas al campo de la electricidad, limitándose la actividad de los pocos autores que tratan sobre ella a la recopilación baconiana de datos experimentales, que por el momento no alcanzan a inducir modelos explicativos también en la era de la electricidad se produjeron grandes cambios importantes.

### Gilbert: materialeseléctricosy materialesaneléctricos(1600)
El científico inglés William Gilbert (1544-1603) publicó en 1600 su libro De Magnete, en donde utiliza la palabra latina electricus, derivada del griego elektron, que significa ámbar, para describir los fenómenos descubiertos por los griegos. Previamente, el italiano Gerolamo Cardano había ya distinguido, quizá por primera vez, entre las fuerzas magnéticas y las eléctricas (De Subtilitate 1550). Gilbert estableció las diferencias entre ambos fenómenos a raíz de que la reina Isabel I de Inglaterra le ordenara estudiar los imanes para mejorar la exactitud de las brújulas usadas en la navegación, consiguiendo con este trabajo la base principal para la definición de los fundamentos de la electrostática y magnetismo. A través de sus experiencias clasificó los materiales en eléctricos (conductores) y aneléctricos (aislantes) e ideó el primer electroscopio. Descubrió la imantación por influencia, y observó que la imantación del hierro se pierde cuando se calienta al rojo. Estudió la inclinación de una aguja magnética concluyendo que la Tierra se comporta como un gran imán. El Gilbert es la unidad de medida de la fuerza magnetomotriz.

### Von Guericke: las cargas eléctricas (1660)
Las investigaciones de Gilbert fueron continuadas por el físico alemán Otto von Guericke (1602-1686). En las investigaciones que realizó sobre electrostática observó que se producía una repulsión entre cuerpos electrizados luego de haber sido atraídos. Ideó la primera máquina electrostática y sacó chispas de un globo hecho de azufre, lo cual le llevó a especular sobre la naturaleza eléctrica de los relámpagos. Fue la primera persona que estudió la luminiscencia.

## SigloXVIII: la Revolución industrial
La crisis de la conciencia europea renueva el panorama intelectual de finales del siglo XVII a principios del siglo XVIII y abre las puertas al llamado Siglo de las luces o de la Ilustración. Instituciones científicas de nuevo cuño, como la Royal Academy inglesa, y el espíritu crítico que los enciclopedistas franceses extienden por todo el continente, conviven con el inicio de la Revolución industrial. No obstante, la retroalimentación entre ciencia, tecnología y sociedad, aún no se había producido. Aparte del pararrayos, ninguna de las innovaciones técnicas del siglo tuvo que ver con las investigaciones científicas sobre la electricidad, hecho que no es exclusivo de este campo: la mismísima máquina de vapor precedió en cien años a la definición de la termodinámica por Sadi Carnot.

### Gray: losefluvios(1729)

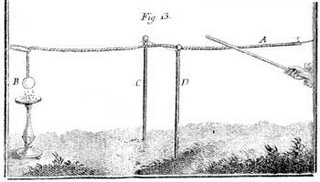
Experimento de Stephen Gray y Granville Wheler en 1730

El físico inglés Stephen Gray (1666-1736) estudió principalmente la conductividad eléctrica de los cuerpos y, después de muchos experimentos, fue el primero en 1729 en transmitir electricidad a través de un conductor. En sus experimentos descubrió que para que la electricidad, o los "efluvios" o "virtud eléctrica", como él la llamó, pudiera circular por el conductor, que tenía que estar aislado de tierra. Posteriormente estudió otras formas de transmisión y, junto con los científicos G. Wheler y J. Godfrey, clasificó los materiales en conductores y aislantes de la electricidad.

### Cisternay du Fay:carga vítreaycarga resinosa(1733)

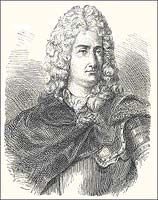
Charles François du Fay

El científico francés Charles François de Cisternay du Fay (1698-1739) al enterarse de los trabajos de Stephen Gray, dedicó su vida al estudio de los fenómenos eléctricos. Du Fay, entre otros muchos experimentos, observó que una lámina de oro siempre era repelida por una barra de vidrio electrificada. Publicó sus trabajos en 1733 siendo el primero en identificar la existencia de dos tipos de cargas eléctricas (denominadas hoy en día positiva y negativa), que él denominó carga vítrea y carga resinosa, debido a que ambas se manifestaban de una forma al frotar, con un paño de seda, el vidrio (carga positiva) y de forma distinta al frotar, con una piel, algunas substancias resinosas como el ámbar o la goma (carga negativa).

### Van Musschenbroek: la botella de Leyden (1745)
El físico neerlandés Pieter van Musschenbroek (1692-1761), que trabajaba en la Universidad de Leiden, efectuó una experiencia para comprobar si una botella llena de agua podía conservar cargas eléctricas. Esta botella consistía en un recipiente con un tapón al cual se le atraviesa una varilla metálica sumergida en el líquido. La varilla tiene una forma de gancho en la parte superior al cual se le acerca un conductor cargado eléctricamente. Durante la experiencia un asistente separó el conductor y recibió una fuerte descarga al aproximar su mano a la varilla, debida a la electricidad estática que se había almacenado en la botella. De esta manera fue descubierta la botella de Leyden y la base de los actuales condensadores eléctricos, llamados incorrectamente capacitores por anglicismo.

### Watson: la corriente eléctrica (1747)
Sir William Watson (1715-1787), médico y físico inglés, estudió los fenómenos eléctricos. Realizó reformas en la botella de Leyden agregándole una cobertura de metal, descubriendo que de esta forma se incrementaba la descarga eléctrica. En 1747 demostró que una descarga de electricidad estática es una corriente eléctrica. Fue el primero en estudiar la propagación de corrientes en gases enrarecidos.

### Franklin: el pararrayos (1752)
El polifacético estadounidense Benjamin Franklin (1706-1790) investigó los fenómenos eléctricos naturales. Es particularmente famoso su experimento en el que, haciendo volar una cometa durante una tormenta, demostró que los rayos eran descargas eléctricas de tipo electrostático. Como consecuencia de estas experimentaciones inventó el pararrayos. También formuló una teoría según la cual la electricidad era un fluido único existente en toda materia y calificó a las substancias en eléctricamente positivas y eléctricamente negativas, de acuerdo con el exceso o defecto de ese fluido.

### Coulomb: fuerza entre dos cargas (1777)
El físico e ingeniero francés Charles-Augustin de Coulomb (1736-1806) fue el primero en establecer las leyes cuantitativas de la electrostática, además de realizar muchas investigaciones sobre magnetismo, rozamiento y electricidad. Sus investigaciones científicas están recogidas en siete memorias, en las que expone teóricamente los fundamentos del magnetismo y de la electrostática. En 1777 inventó la balanza de torsión para medir la fuerza de atracción o repulsión que ejercen entre sí dos cargas eléctricas y estableció la función que liga esta fuerza con la distancia. Con este invento, culminado en 1785, Coulomb pudo establecer la expresión de la fuerza entre dos cargas eléctricas q y Q en función de la distancia d que las separa, actualmente conocida como Ley de Coulomb: F = k (q Q) / d2. Coulomb también estudió la electrización por frotamiento y la polarización e introdujo el concepto de momento magnético. El Coulomb (símbolo C), castellanizado a Culombio, es la unidad del SI para la medida de la cantidad de carga eléctrica.

### Galvani: el impulso nervioso (1780)
El médico y físico italiano Luigi Galvani (1737-1798) se hizo famoso por sus investigaciones sobre los efectos de la electricidad en los músculos de los animales. Mientras disecaba una rana halló accidentalmente que sus patas se contraían al tocarlas con un objeto cargado de electricidad. Por ello se le considera el iniciador de los estudios del papel que desempeña la electricidad en el funcionamiento de los organismos animales. De sus discusiones con otro gran científico italiano de su época, Alessandro Volta, sobre la naturaleza de los fenómenos observados, surgió la construcción de la primera pila, o aparato para producir corriente eléctrica continua, llamado pila de Volta. El nombre de Luigi Galvani sigue hoy asociado con la electricidad a través de términos como galvanismo y galvanización. Sus estudios preludiaron una ciencia que surgiría mucho después: la neurofisiología, estudio del funcionamiento del sistema nervioso en la que se basa la neurología.

### Volta: la pila de Volta (1800)
El físico italiano Alessandro Volta (1745-1827) inventa la pila, precursora de la batería eléctrica. Con un apilamiento de discos de zinc y cobre, separados por discos de cartón humedecidos con un electrólito, y unidos en sus extremos por un circuito exterior, Volta logró, por primera vez, producir corriente eléctrica continua a voluntad. Dedicó la mayor parte de su vida al estudio de los fenómenos eléctricos, inventó el electrómetro y el eudiómetro y escribió numerosos tratados científicos. Por su trabajo en el campo de la electricidad, Napoleón le nombró conde en 1801. La unidad de tensión eléctrica y de la fuerza electromotriz, el Volt (símbolo V), castellanizado como Voltio, recibió ese nombre en su honor.

## Principios delsigloXIX: el tiempo de los teóricos
El propósito de la ciencia optimista surgida de la Ilustración era la comprensión total de la realidad. En el ámbito de la electricidad la clave sería describir estas fuerzas a distancia como en las ecuaciones de la mecánica newtoniana. Pero la realidad era mucho más compleja como para dar fácil cumplimiento a este programa. La capacidad de desviar agujas imantadas, descubierta por Oersted (1820), y la inducción electromagnética descubierta por Faraday (1831), acabaron por interrelacionar la electricidad con el magnetismo y los movimientos mecánicos. La teoría completa del campo electromagnético tuvo que esperar a Maxwell, e incluso entonces (1864), al comprobarse que una de las constantes que aparecían en su teoría tenía el mismo valor que la velocidad de la luz, se apuntó la necesidad de englobar también la óptica en el electromagnetismo.
El romanticismo, con su gusto por lo tétrico y su desconfianza en la razón, añadió un lado oscuro a la consideración de la electricidad, que excitaba la imaginación de la forma más morbosa: ¿el dominio humano de tal fuerza de la naturaleza le pondría al nivel creador que hasta entonces solo se imaginaba al alcance de seres divinos? Con cadáveres y electricidad Mary Wollstonecraft Shelley compuso la trama de Frankenstein o el moderno Prometeo (1818), novela precursora tanto del género de terror como de la ciencia ficción.

### Davy: la electrólisis (1807) y el arco eléctrico (1808)
El químico británico sir Humphry Davy (1778-1829) es considerado el fundador de la electroquímica, junto con Volta y Faraday. Davy contribuyó a identificar experimentalmente por primera vez varios elementos químicos mediante la electrólisis y estudió la energía involucrada en el proceso. Entre 1806 y 1808 publica el resultado de sus investigaciones sobre la electrólisis, donde logra la separación del magnesio, bario, estroncio, calcio, sodio, potasio y boro. En 1807 fabrica una pila con más de 2000 placas dobles con la que descubre el cloro y demuestra que se trata de un elemento químico, dándole ese nombre debido a su color amarillo verdoso. Junto a W.T. Brande consigue aislar al litio de sus sales mediante electrólisis del óxido de litio (1818). Fue jefe y mentor de Michael Faraday. Creó además una lámpara de seguridad para las minas que lleva su nombre (1815) y fue pionero en el control de la corrosión mediante la protección catódica. En 1805 le fue concedida la Medalla Copley.

### Ørsted: el electromagnetismo (1819)
El físico y químico danés Hans Christian Ørsted (1777-1851) fue un gran estudioso del electromagnetismo. En 1813 predijo la existencia de los fenómenos electromagnéticos y en 1819 logró demostrar su teoría empíricamente al descubrir, junto con Ampère, que una aguja imantada se desvía al ser colocada en dirección perpendicular a un conductor por el que circula una corriente eléctrica. Este descubrimiento fue crucial en el desarrollo de la electricidad, ya que puso en evidencia la relación existente entre la electricidad y el magnetismo. En homenaje a sus contribuciones se denominó Oersted (símbolo Oe) a la unidad de intensidad de campo magnético en el sistema Gauss. Se cree que también fue el primero en aislar el aluminio, por electrólisis, en 1825. En 1844 publicó su Manual de Física Mecánica.

### Seebeck: la termoelectricidad (1821)
El médico e investigador físico natural de Estonia, Thomas Johann Seebeck (1770-1831) descubrió el efecto termoeléctrico. En 1806 descubrió también los efectos de radiación visible e invisible sobre sustancias químicas como el cloruro de plata. En 1808, obtuvo la primera combinación química de amoníaco con óxido de mercurio. A principios de 1820, Seebeck realizó variados experimentos en la búsqueda de una relación entre la electricidad y calor. En 1821, soldando dos alambres de metales diferentes (cobre y bismuto) en un lazo, descubrió accidentalmente que al calentar uno a alta temperatura y mientras el otro se mantenía a baja temperatura, se producía un campo magnético. Seebeck no creyó, o no divulgó que una corriente eléctrica era generada cuando el calor se aplicaba a la soldadura de los dos metales. En cambio, utilizó el término termomagnetismo para referirse a su descubrimiento. Actualmente se lo conoce como efecto Peltier-Seebeck o efecto termoeléctrico y es la base del funcionamiento de los termopares.

### Ampère: el solenoide (1822)
El físico y matemático francés André-Marie Ampère (1775-1836) está considerado como uno de los descubridores del electromagnetismo. Es conocido por sus importantes aportaciones al estudio de la corriente eléctrica y el magnetismo que constituyeron, junto con los trabajos del danés Hans Chistian Oesterd, el desarrollo del electromagnetismo. Sus teorías e interpretaciones sobre la relación entre electricidad y magnetismo se publicaron en 1822, en su Colección de observaciones sobre electrodinámica y en 1826, en su Teoría de los fenómenos electrodinámicos. Ampère descubrió las leyes que determinan el desvío de una aguja magnética por una corriente eléctrica, lo que hizo posible el funcionamiento de los actuales aparatos de medida. Descubrió las acciones mutuas entre corrientes eléctricas, al demostrar que dos conductores paralelos por los que circula una corriente en el mismo sentido, se atraen, mientras que si los sentidos de la corriente son opuestos, se repelen. La unidad de intensidad de corriente eléctrica, el Ampère (símbolo A), castellanizada como Amperio, recibe este nombre en su honor.

### Sturgeon: el electroimán (1825), el conmutador (1832) y el galvanómetro (1836)
El físico británico William Sturgeon (1783-1850) inventó en 1825 el primer electroimán. Era un trozo de hierro con forma de herradura envuelto por una bobina enrollada sobre él mismo. Sturgeon demostró su potencia levantando 4 kg con un trozo de hierro de 200 g envuelto en cables por los que hizo circular la corriente de una batería. Sturgeon podía regular su electroimán, lo que supuso el principio del uso de la energía eléctrica en máquinas útiles y controlables, estableciendo los cimientos para las comunicaciones electrónicas a gran escala. Este dispositivo condujo a la invención del telégrafo, el motor eléctrico y muchos otros dispositivos que fueron base de la tecnología moderna. En 1832 inventó el conmutador para motores eléctricos y en 1836 inventó el primer galvanómetro de bobina giratoria.

### Ohm: la ley de Ohm (1827)
Georg Simon Ohm (1789-1854) fue un físico y matemático alemán que estudió la relación entre el voltaje V aplicado a una resistencia R y la intensidad de corriente I que circula por ella. En 1827 formuló la ley que lleva su nombre (la ley de Ohm), cuya expresión matemática es V = I · R. También se interesó por la acústica, la polarización de las pilas y las interferencias luminosas. En su honor se ha bautizado a la unidad de resistencia eléctrica con el nombre de Ohm (símbolo Ω), castellanizada a ohmio.

### Henry: inducción electromagnética (1830)
El estadounidense Joseph Henry (1797-1878) fue un físico que investigó el electromagnetismo y sus aplicaciones en electroimanes y relés. Descubrió la inducción electromagnética, simultánea e independientemente de Faraday, cuando observó que un campo magnético variable puede inducir una fuerza electromotriz en un circuito cerrado. En su versión más simple, el experimento de Henry consiste en desplazar un segmento de conductor perpendicularmente a un campo magnético, lo que produce una diferencia de potencial entre sus extremos. Esta fuerza electromotriz inducida se explica por la fuerza de Lorentz que ejerce el campo magnético sobre los electrones libres del conductor. En su honor se denominó Henry (símbolo H) a la unidad de inductancia, castellanizada como Henrio.

### Gauss: teorema de Gauss de la electrostática
El matemático, astrónomo y físico alemán Johann Carl Friedrich Gauss (1777-1855), hizo importantes contribuciones en campos como la teoría de números, el análisis matemático, la geometría diferencial, la geodesia, la electricidad, el magnetismo y la óptica. Considerado uno de los matemáticos de mayor y más duradera influencia, se contó entre los primeros en extender el concepto de divisibilidad a conjuntos diferentes de los numéricos. En 1831 se asoció al físico Wilhelm Weber durante seis fructíferos años durante los cuales investigaron importantes problemas como las Leyes de Kirchhoff y del magnetismo, construyendo un primitivo telégrafo eléctrico. Su contribución más importante a la electricidad es la denominada Ley de Gauss, que relaciona la carga eléctrica q contenida en un volumen V con el flujo del campo eléctrico {\displaystyle {\vec {E}}} sobre la cerrada superficie S que encierra el volumen V, cuya expresión matemática es:

{\displaystyle \oint _{S}{\vec {E}}\cdot d{\vec {A}}={\frac {q}{\epsilon _{o}}}}

En su honor se dio el nombre de Gauss (símbolo G) a la unidad de intensidad de campo magnético del Sistema Cegesimal de Unidades (CGS). Su relación con la correspondiente unidad del Sistema Internacional de Unidades (SI), el Tesla (símbolo T), es 1 G = 10−4 T.

### Faraday: inducción (1831), generador (1831-1832), leyes y jaula de Faraday
El físico y químico inglés Michael Faraday (1791-1867), discípulo de Humphry Davy, es conocido principalmente por su descubrimiento de la inducción electromagnética, que ha permitido la construcción de generadores y motores eléctricos, y de las leyes de la electrólisis por lo que es considerado como el verdadero fundador del electromagnetismo y de la electroquímica. En 1831 trazó el campo magnético alrededor de un conductor por el que circula una corriente eléctrica, ya descubierto por Oersted, y ese mismo año descubrió la inducción electromagnética, demostró la inducción de una corriente eléctrica por otra, e introdujo el concepto de líneas de fuerza para representar los campos magnéticos. Durante este mismo periodo, investigó sobre la electrólisis y descubrió las dos leyes fundamentales que llevan su nombre: 1.ª). La masa de sustancia liberada en una electrólisis es directamente proporcional a la cantidad de electricidad que ha pasado a través del electrólito [masa = equivalente electroquímico, por la intensidad y por el tiempo (m = c I t)]; 2.ª) Las masas de distintas sustancia liberadas por la misma cantidad de electricidad son directamente proporcionales a sus pesos equivalentes. Con sus investigaciones se dio un paso fundamental en el desarrollo de la electricidad al establecer que el magnetismo produce electricidad a través del movimiento. En su honor se denominó Farad (símbolo F), castellanizado como Faradio, a la unidad de capacidad del SI de unidades. El Faradio se define como la capacidad de un condensador tal que cuando su carga es un Culombio, adquiere una diferencia de potencial electrostático de un voltio.

### Lenz: ley de Lenz (1834)
El físico estonio Heinrich Friedrich Lenz (1804-1865) formuló en 1834 la ley de la oposición de las corrientes inducidas, conocida como ley de Lenz, cuyo enunciado es el siguiente: El sentido de las corrientes, o fuerza electromotriz inducida, es tal que siempre se opone a la variación del flujo que la produce". También realizó investigaciones significativas sobre la conductividad de los cuerpos, en relación con su temperatura, descubriendo en 1843 la relación entre ambas; lo que luego fue ampliado y desarrollado por James Prescott Joule, por lo que pasaría a llamarse Ley de Joule.

### Peltier: efecto Peltier (1834), inducción electrostática (1840)
El físico francés y anteriormente relojero Jean Peltier (1785-1845) descubrió el fenómeno del flujo de calor asociado al paso de la corriente eléctrica en pares bimetálicos, desde una unión, que se enfría, hasta la otra, que se calienta. Su gran descubrimiento experimental fue comprobar que el calentamiento o el enfriamiento de las uniones en el circuito het dependía de la dirección en que se hacía pasar la corriente eléctrica. Este efecto, reversible, es proporcional directamente a la fuerza de la corriente. El efecto Peltier, que realiza la acción inversa al efecto Seebeck, consiste en la creación de una diferencia térmica a partir de una diferencia de potencial eléctrico.
El efecto es utilizado para la refrigeración termoeléctrica.

### Morse: telégrafo (1833-1837)
El inventor estadounidense Samuel Finley Breese Morse (1791-1872) es principalmente conocido por la invención del telégrafo eléctrico y la invención del código Morse. El 6 de enero de 1833, Morse realizó su primera demostración pública con su telégrafo mecánico óptico y efectuó con éxito las primeras pruebas en febrero de 1837 en un concurso convocado por el Congreso de los Estados Unidos. También inventó un alfabeto, que representa las letras y números por una serie de puntos y rayas, conocido actualmente como código Morse, para poder utilizar su telégrafo. En el año 1843, el Congreso de los Estados Unidos le asignó 30 000 dólares para que construyera la primera línea de telégrafo entre Washington y Baltimore, en colaboración con Joseph Henry. El 24 de mayo de 1844 Morse envió su famoso primer mensaje: «¿Que nos ha traído Dios?». Fue objeto de muchos honores y en sus últimos años se dedicó a experimentar con la telegrafía submarina por cable.

### Werner M. von Siemens: locomotora eléctrica (1879)
El ingeniero alemán, Ernst Werner von Siemens (1816-1892) construyó en 1847 un nuevo tipo de telégrafo, poniendo así la primera piedra en la construcción de la empresa Siemens AG junto a Johann Georg Halske. En 1841 desarrolló un proceso de galvanización, en 1846 un telégrafo de aguja y presión y un sistema de aislamiento de cables eléctricos mediante gutapercha, lo que permitió, en la práctica, la construcción y tendido de cables submarinos. Fue uno de los pioneros de las grandes líneas telegráficas transoceánicas, responsable de la línea Irlanda-EE. UU. (comenzada en 1874 a bordo del buque Faraday) y Gran Bretaña-India (1870). Aunque probablemente no fue el inventor de la dínamo, la perfeccionó hasta hacerla confiable y la base de la generación de la corriente alterna en las primeras grandes usinas. Fue pionero en otras invenciones, como el telégrafo con puntero/teclado para hacer transparente al usuario el código Morse o la primera locomotora eléctrica, presentada por su empresa en 1879. Dentro de sus muchos inventos y descubrimientos eléctricos se destacan la dinamo y el uso de la gutapercha, sustancia plástica extraída del látex, usada como aislador eléctrico en el recubrimiento de cables conductores. En homenaje a sus contribuciones en el SI se denomina siemens (símbolo S) a la unidad de conductancia eléctrica (inversa de la resistencia), previamente llamada mho.

### Wheatstone: puente de Wheatstone (1843)
El físico e inventor inglés Charles Wheatstone (1802-1875) es especialmente conocido por ser el primero en aplicar el circuito eléctrico que lleva su nombre (puente de Wheatstone) para medir resistencias eléctricas. En realidad había sido diseñado previamente por Samuel Hunter Christie en 1832, con lo que el papel de Wheatstone fue la mejora y popularización, a partir de 1843. Se utiliza para medir resistencias desconocidas mediante el equilibrio de los brazos de un puente en H formado por cuatro resistencias, una de las cuales es la resistencia a medir. Wheatstone fue un autodidacta que llegó a convertirse en profesor de filosofía experimental de la Universidad de Londres, en 1834. En colaboración con el ingeniero William Fothergill Cooke, patentó en 1837 el primer telégrafo eléctrico británico, simultáneamente con el inventado por Morse. Charles Wheatstone inventó también un instrumento óptico para la fotografía en tres dimensiones (estereoscopio), un telégrafo automático y un péndulo electromagnético.

### Joule: relaciones entre electricidad, calor y trabajo (1840-1843)
James Prescott Joule (1818-1889), físico inglés, es conocido por sus estudios sobre la energía y sus aplicaciones técnicas. Su principal contribución a la electricidad es la cuantificación de la generación de calor producido por una corriente eléctrica que atraviesa una resistencia, ley que lleva su nombre (Ley de Joule): Todo cuerpo conductor recorrido por una corriente eléctrica, desprende una cantidad de calor equivalente al trabajo realizado por el campo eléctrico para transportar las cargas de un extremo a otro del conductor durante ese tiempo, formulada como: {\displaystyle \displaystyle Q=0,24\cdot R\cdot I^{2}\cdot t}. También descubrió la equivalencia entre el trabajo mecánico y la cantidad de calor (cuya unidad histórica es la caloría). Junto con su compatriota, el físico William Thomson (conocido posteriormente como lord Kelvin), Joule descubrió que la temperatura de un gas desciende cuando se expande sin realizar trabajo. Este fenómeno, que se conoce como efecto Joule-Thomson, es el principio constructivo de los refrigeradores. Alrededor de 1841, junto con el científico alemán Hermann von Helmholtz, demostró que la electricidad es una forma de energía y que los circuitos eléctricos cumplen la ley de la conservación de la energía. El Joule (símbolo J), castellanizado a julio, es la unidad del Sistema Internacional para la energía y el trabajo mecánico. Se define como el trabajo realizado por una fuerza de 1 Newton cuando se desplaza paralelamente a sí misma en un 1 metro.

### Kirchhoff: leyes de Kirchhoff (1845)
Las principales contribuciones a la ciencia del físico alemán Gustav Robert Kirchhoff (1824-1887), estuvieron en el campo de los circuitos eléctricos, la teoría de placas, la óptica, la espectroscopia y la emisión de radiación de cuerpo negro. Kirchhoff propuso el nombre de radiación de cuerpo negro en 1862. Es responsable de dos conjuntos de leyes fundamentales en la teoría clásica de circuitos eléctricos y en la emisión térmica. Aunque ambas se denominan Leyes de Kirchhoff, probablemente esta denominación es más común en el caso de las Leyes de Kirchhoff de la ingeniería eléctrica. Estas leyes permiten calcular la distribución de corrientes y tensiones en las redes eléctricas con derivaciones y establecen lo siguiente: 1.ª) La suma algebraica de las intensidades que concurren en un punto es igual a cero. 2.ª) La suma algebraica de los productos parciales de intensidad por resistencia, en una malla, es igual a la suma algebraica de las fuerzas electromotrices en ella existentes, cuando la intensidad de corriente es constante. Junto con los químicos alemanes Robert Wilhelm Bunsen y Joseph von Fraunhofer, fue de los primeros en desarrollar las bases teóricas y experimentales de la espectroscopia, desarrollando el espectroscopio moderno para el análisis químico. En 1860 Kirchhoff y Bunsen descubrieron el cesio y el rubidio mediante la espectroscopia. Kirchhoff también estudio el espectro solar y realizó importantes investigaciones sobre la transferencia de calor.

### Thomson (lord Kelvin): relación entre los efectos Seebeck y Peltier (1851), cable flexible (1858)
El matemático inglés William Thomson (Lord Kelvin) (1824-1907), realizó muchos trabajos de investigación física, por ejemplo, el análisis teórico sobre transmisión por cable, que hizo posible el desarrollo del cable transatlántico. En 1851 definió la Segunda Ley de la Termodinámica. En 1858 inventó el cable flexible. Kelvin destacó por sus importantes trabajos en el campo de la termodinámica y la electrónica gracias a sus profundos conocimientos de análisis matemático. Es uno de los científicos que más hizo por llevar a la física a su forma moderna. Es especialmente famoso por haber desarrollado la escala de temperatura Kelvin. También descubrió en 1851 el llamado efecto Thomson, por el que logró demostrar que el efecto Seebeck y el efecto Peltier están relacionados. Así, un material sometido a un gradiente térmico y recorrido por una intensidad intercambia calor con el medio exterior. Recíprocamente, una corriente eléctrica es generada por el material sometido a un gradiente térmico y recorrido por un flujo de calor. La diferencia fundamental entre los efectos Seebeck y Peltier con respecto al efecto Thomson es que este último existe para un solo material y no necesita la existencia de una soldadura. Recibió el título de barón Kelvin en honor a los logros alcanzados a lo largo de su carrera. El Kelvin es la unidad de medida de temperatura absoluta.

### Ruhmkorff: la bobina de Ruhmkorff genera chispas de alto voltaje (1851)
El físico alemán Heinrich Daniel Ruhmkorff o Rühmkorff (1803-1877) se dedicó principalmente a la construcción de aparatos e instrumentos eléctricos de gran calidad y precisión. Ideó en 1851 la bobina de inducción o bobina de Ruhmkorff, popular instrumento del siglo XIX. De invención anterior a la de los transformadores de corriente alterna, es un verdadero transformador polimorfo y elevador en el que se obtiene, a partir de una corriente primaria continua y de poca fuerza electromotriz suministrada por una pila o batería, otra de alta tensión y alterna. Las elevadas diferentes de potencial producidas podían ser aplicadas sobre los extremos de un tubo de Crookes para provocar la emisión de unos rayos que, por su carácter desconocido, fueron denominados rayos X y que empezaron a ser empleados para realizar fotografías a través de los cuerpos opacos. Estas bobinas fueron las precursoras de las que se instalan en los automóviles para elevar la tensión en la bujía de los motores de gasolina para realizar el encendido de la mezcla de combustible.

### Foucault: corrientes de Foucault (1851)
El físico francés Léon Foucault (1819-1868) inventó el giroscopio, demostró la rotación de la tierra mediante un péndulo que creó al efecto y midió la velocidad de la luz mediante espejos giratorios. En el campo de la electricidad, se dedicó al estudio del electromagnetismo y descubrió las corrientes que llevan su nombre. En septiembre de 1855 descubrió que la fuerza requerida para la rotación de un disco de cobre aumenta cuando se lo hace rotar entre los polos de un imán. Al mismo tiempo el disco comienza a calentarse por las corrientes (llamadas "de Foucault") inducidas en el metal.

### Gramme: la primera dinamo (1870)
El científico belga Zénobe-Théophile Gramme (1826-1901) construyó la primera máquina de corriente continua denominada dinamo que fue un punto de partida de la nueva industria eléctrica. Una dinamo es una máquina destinada a la transformación de energía mecánica en eléctrica mediante el fenómeno de la inducción electromagnética. La corriente generada es producida cuando el campo magnético creado por un imán o un electroimán fijo (inductor) atraviesa una bobina rotatoria (inducido) colocada en su seno. La corriente inducida en esta bobina giratoria, en principio alterna es transformada en continua mediante la acción de un conmutador giratorio, solidario con el inducido, denominado colector, constituido por unos electrodos denominados delgas. De aquí es conducida al exterior mediante otros contactos fijos llamados escobillas que hacen contacto por frotamiento con las delgas del colector. La dinamo fue el primer generador eléctrico apto para uso industrial. Gramme perfeccionó los inventos de dinamos que existían y reinventó el diseño al proyectar los primeros generadores comerciales a gran escala, que operaban en París en torno a 1870. Su diseño se conoce como la dinamo de Gramme.

### Hittorf: el primer tubo de rayos catódicos (1872)
El catedrático de física y química alemán Johann Wilhelm Hittorf (1824-1914) contribuyó poderosamente al desarrollo de la electroquímica con innumerables inventos. Por uno de sus trabajos (el tubo de Hittorf, 1872) es considerado precursor del tubo de Crookes con el que William Crookes dedujo la existencia de los rayos catódicos (1878). Estudió también las variaciones del espectro al variar la atmósfera. Determinó la íntima dependencia entre la conductividad eléctrica y la acción química y la división de las sales complejas por la vía de la corriente. Estudió la alotropía del selenio y del fósforo, describió el comportamiento electroquímico del cromo y registró la velocidad de emigración de los iones sometidos a la acción de la corriente eléctrica. Es autor de Über die Wanderung der Ionen während der Elektrolyse.

### Maxwell: las cuatro ecuaciones de Maxwell (1865)
El físico y matemático escocés James Clerk Maxwell (1831-1879) es conocido principalmente por haber desarrollado un conjunto de ecuaciones que expresan las leyes fundamentales de la electricidad y el magnetismo así como por la estadística de Maxwell-Boltzmann en la teoría cinética de gases. También se dedicó a la investigación de la visión de los colores y los principios de la termodinámica. Formuló teóricamente que los anillos de Saturno estaban formados por materia disgregada. Maxwell amplió las investigaciones que Michael Faraday había realizado sobre los campos electromagnéticos, formulando la relación matemática entre los campos eléctricos y magnéticos por medio de cuatro ecuaciones diferenciales (llamadas hoy "las ecuaciones de Maxwell") que relacionan el campo eléctrico y el magnético para una distribución espacial de cargas y corrientes. También demostró que la naturaleza de los fenómenos luminosos y electromagnéticos era la misma y que ambos se propagan a la velocidad de la luz. Su obra más importante es el Treatise on Electricity and Magnetism (Tratado de electricidad y magnetismo, 1873), en el que publicó sus famosas ecuaciones. También escribió: Matter and motion (Materia y movimiento, 1876) y Theory of Heat (Teoría del calor, 1877). La teoría de Maxwell obtuvo su comprobación definitiva cuando Heinrich Rudolf Hertz obtuvo en 1888 las ondas electromagnéticas de radio. Sus investigaciones posibilitaron la invención del telégrafo sin cables y la radio. La unidad de flujo magnético en el sistema cegesimal, el maxwell, recibe este nombre en su honor.

## Finales delsigloXIX: el tiempo de los ingenieros
Los años centrales del siglo XIX habían presenciado extraordinarios avances en la aplicación de la electricidad a las comunicaciones y en 1881 se organizó en París una Exposición Internacional de Electricidad y un Congreso Internacional de Electricistas. Aunque para todo ello el conocimiento científico de la electricidad y el magnetismo había sido imprescindible, los técnicos o inventores adquirieron un sentimiento de superioridad, e incluso de reticencia hacia los científicos puros. Incluso la teoría de Maxwell era ignorada por la mayoría de los ingenieros eléctricos, que en su práctica tecnológica no la necesitaban. Esto no pudo mantenerse a partir de la demostración experimental de la radiación electromagnética (Heinrich Hertz, 1888), y en la década de los noventa las nuevas generaciones de ingenieros incorporaron con mayor confianza las aportaciones teóricas y estuvieron mejor preparados para las nuevas tecnologías eléctricas que aplicaban los efectos del campo electromagnético, como la corriente alterna.
Dos invenciones que aplicaban el motor eléctrico a la tracción de vehículos revolucionaron particularmente la vida urbana, permitiendo una movilidad en el espacio que se convirtió en movilidad social: el ascensor eléctrico y el tranvía eléctrico (ambas con participación de Frank J. Sprague). Hasta entonces era habitual que pobres y ricos compartieran la misma casa en los ensanches burgueses (unos en la planta principal y otros en las buhardillas), con alturas que no solían superar las cinco o seis plantas. El urbanismo del siglo XX permitió el crecimiento de megaciudades, con nítidas diferencias entre barrios de ricos y pobres, y con desplazamientos horizontales kilométricos y de decenas de plantas en vertical (los rascacielos). El Metro de Londres, que funcionaba con locomotoras de vapor desde 1863, aplicó la tracción eléctrica para permitir líneas a más profundidad sin tantos requisitos de ventilación (llamadas deep-level) desde 1890, y el sistema se difundió por otras ciudades europeas y americanas (Budapest y Glasgow, 1886; Boston, 1897; subte de Buenos Aires, 1913; metro de Madrid, 1919). La electrificación de los ferrocarriles fue posterior (véase sección Electrificación de los ferrocarriles).

### Graham Bell: el teléfono (1876)
El escocés-estadounidense Alexander Graham Bell, científico, inventor y logopeda (1847-1922), se disputó con otros investigadores la invención del teléfono y consiguió la patente oficial en los Estados Unidos en 1876. Previamente habían sido desarrollados dispositivos similares por otros investigadores, entre quienes destacó Antonio Meucci (1871), que entabló pleitos fallidos con Bell hasta su muerte, y a quien suele reconocerse actualmente la prelación en el invento.
Bell contribuyó de un modo decisivo al desarrollo de las telecomunicaciones a través de su empresa comercial (Bell Telephone Company, 1877, posteriormente AT&T). También fundó en la ciudad de Washington el Laboratorio Volta, donde, junto con sus socios, inventó un aparato que transmitía sonidos mediante rayos de luz (el fotófono, 1880); y desarrolló el primer cilindro de cera para grabar (1886), lo que sentó las bases del gramófono. Participó en la fundación de la National Geographic Society y de la revista Science.

### Alva Edison: desarrollo de la lámpara incandescente (1879), Menlo Park y comercialización
El inventor norteamericano Thomas Alva Edison (1847-1931) ha sido considerado como el mayor inventor de todos los tiempos. Aunque se le atribuye la invención de la lámpara incandescente, su intervención es más bien el perfeccionamiento de modelos anteriores (Heinrich Göbel, relojero alemán, había fabricado lámparas funcionales tres décadas antes). Edison logró, tras muchos intentos, un filamento que alcanzaba la incandescencia sin fundirse: no era de metal, sino de bambú carbonizado. El 21 de octubre de 1879 consiguió que su primera bombilla luciera durante 48 horas ininterrumpidas, con 1,7 lúmenes por vatio. La primera lámpara incandescente con un filamento de algodón carbonizado construida por Edison fue presentada, con mucho éxito, en la primera Exposición Internacional de Electricidad en París (1881) como una instalación completa de iluminación eléctrica de corriente continua; sistema que inmediatamente fue adoptado tanto en Europa como en Estados Unidos. En 1882 desarrolló e instaló la primera gran central eléctrica del mundo en Nueva York. Sin embargo, más tarde, su uso de la corriente continua se vio desplazado por el sistema de corriente alterna desarrollado por Nikola Tesla y George Westinghouse.
Su visión comercial de la investigación científico-técnica le llevó a fundar el laboratorio de Menlo Park, donde consiguió un eficaz trabajo en equipo de un gran número de colaboradores. Gracias a ello llegó a registrar 1093 patentes de inventos desarrollados por él y sus ayudantes, inventos cuyo desarrollo y mejora posterior han marcado profundamente la evolución de la sociedad moderna, entre ellos: el fonógrafo, un sistema generador de electricidad, un aparato para grabar sonidos y un proyector de películas (el kinetoscopio), uno de los primeros ferrocarriles eléctricos, unas máquinas que hacían posible la transmisión simultánea de diversos mensajes telegráficos por una misma línea (lo que aumentó enormemente la utilidad de las líneas telegráficas existentes), el emisor telefónico de carbón (muy importante para el desarrollo del teléfono, que había sido inventado recientemente por Alexander Graham Bell), etc. Al sincronizar el fonógrafo con el kinetoscopio, produjo en 1913 la primera película sonora.
En el ámbito científico descubrió el efecto Edison, patentado en 1883, que consistía en el paso de electricidad desde un filamento a una placa metálica dentro de un globo de lámpara incandescente. Aunque ni él ni los científicos de su época le dieron importancia, este efecto sería uno de los fundamentos de la válvula de la radio y de la electrónica. En 1880 se asoció con el empresario J. P. Morgan para fundar la General Electric.

### Hopkinson: el sistema trifásico (1882)
El ingeniero y físico inglés John Hopkinson (1849-1898) contribuyó al desarrollo de la electricidad con el descubrimiento del sistema trifásico para la generación y distribución de la corriente eléctrica, sistema que patentó en 1882. Un sistema de corrientes trifásicas es el conjunto de tres corrientes alternas monofásicas de igual frecuencia y amplitud (y por consiguiente, valor eficaz) que presentan un desfase entre ellas de 120° (un tercio de ciclo). Cada una de las corrientes monofásicas que forman el sistema se designa con el nombre de fase. También trabajó en muchas áreas del electromagnetismo y la electrostática. De sus investigaciones estableció que «el flujo de inducción magnética es directamente proporcional a la fuerza magnetomotriz e inversamente proporcional a la reluctancia», expresión muy parecida a la establecida en la Ley de Ohm para la electricidad, y que se conoce con el nombre de ley de Hopkinson También se dedicó al estudio de los sistemas de iluminación, mejorando su eficiencia, así como al estudio de los condensadores. Profundizó en los problemas de la teoría electromagnética, propuestos por James Clerk Maxwell. En 1883 dio a conocer el principio de los motores síncronos.

### Hertz: demostración de las ecuaciones de Maxwell y la teoría electromagnética de la luz (1887)
El físico alemán Heinrich Rudolf Hertz (1857-1894) demostró la existencia de las ondas electromagnéticas predichas por las ecuaciones de Maxwell. Fue el primer investigador que creó dispositivos que emitían ondas radioeléctricas y también dispositivos que permitía detectarlas. Hizo numerosos experimentos sobre su modo y velocidad de propagación (hoy conocida como velocidad de la luz), en los que se fundamentan la radio y la telegrafía sin hilos, que él mismo descubrió. En 1887 descubrió el efecto fotoeléctrico. La unidad de medida de la frecuencia fue llamada Hertz (símbolo Hz) en su honor, castellanizada como Hercio.

### Westinghouse: el suministro de corriente alterna (1886)
El inventor e industrial norteamericano George Westinghouse (1846-1914) se interesó inicialmente por los ferrocarriles (freno automático de aire, sistema de señales ferroviarias, aguja de cruce).Posteriormente, con la ayuda del científico croata Nikola Tesla, dedicó sus investigaciones hacia la electricidad, siendo el principal responsable de la adopción de la corriente alterna para el suministro de energía eléctrica en Estados Unidos. En ese empeño tecnológico y comercial hubo de vencer la oposición del popular inventor Thomas Alva Edison, que basaba sus investigaciones y expansión comercial en la corriente continua y llegaría a sugerir la invención de la silla eléctrica de corriente alterna como estrategia en esa competencia.
Westinghouse compró a Tesla su patente para la producción y transporte de corriente alterna, que impulsó y desarrolló. Posteriormente perfeccionó el transformador, desarrolló un alternador y adaptó para su utilización práctica el motor de corriente alterna inventado por Tesla. En 1886 fundó la compañía eléctrica Westinghouse Electric & Manufacturing Company, que contó en los primeros años con la decisiva colaboración de Tesla, con quien logró desarrollar la tecnología necesaria para desarrollar un sistema de suministro de corriente alterna. Westinghouse también desarrolló un sistema para transportar gas natural, y a lo largo de su vida obtuvo más de 400 patentes, muchas de ellas de maquinaria de corriente alterna.

### Tesla: desarrollo de máquinas eléctricas, la bobina de Tesla (1884-1891) y el radiotransmisor (1893)
El ingeniero e inventor de origen croata Nikola Tesla (1856-1943) emigró en 1884 a los Estados Unidos. Es reconocido como uno de los investigadores más destacados en el campo de la energía eléctrica. El Gobierno de Estados Unidos lo consideró una amenaza por sus opiniones pacifistas y sufrió el maltrato de otros investigadores mejor reconocidos como Marconi o Edison.
Desarrolló la teoría de campos rotantes, base de los generadores y motores polifásicos de corriente alterna. En 1887 logra construir el motor de inducción de corriente alterna y trabaja en los laboratorios Westinghouse, donde concibe el sistema polifásico para transmitir la electricidad a largas distancias. En 1893 consigue transmitir energía electromagnética sin cables, construyendo el primer radiotransmisor (adelantándose a Guglielmo Marconi). Ese mismo año en Chicago hizo una exhibición pública de la corriente alterna, demostrando su superioridad sobre la corriente continua de Edison. Los derechos de estos inventos le fueron comprados por George Westinghouse, que mostró el sistema de generación y transmisión por primera vez en la World's Columbian Exposition de Chicago de 1893. Dos años más tarde los generadores de corriente alterna de Tesla se instalaron en la central experimental de energía eléctrica de las cataratas del Niágara. Entre los muchos inventos de Tesla se encuentran los circuitos resonantes de condensador más inductancia, los generadores de alta frecuencia y la llamada bobina de Tesla, utilizada en el campo de las comunicaciones por radio.
La unidad de inducción magnética del sistema MKS recibe el nombre de Tesla en su honor.

### Steinmetz: la histéresis magnética (1892)
El ingeniero e inventor de origen alemán Charles Proteus Steinmetz (1865-1923) es conocido principalmente por sus investigaciones sobre la corriente alterna y por el desarrollo del sistema trifásico de corrientes alternas. También inventó la lámpara de arco con electrodo metálico. Sus trabajos contribuyeron en gran medida al impulso y utilización de la electricidad como fuente de energía en la industria. En 1902 fue designado profesor de la Universidad de Schenectady, Nueva York, donde permaneció hasta su muerte. Trabajó para la empresa General Electric.

### Röntgen: los rayos X (1895)
El físico alemán Wilhelm Conrad Röntgen (1845-1923). Utilizando un tubo de Crookes, fue quien produjo en 1895 la primera radiación electromagnética en las longitudes de onda correspondientes a los actualmente llamados Rayos X. Gracias a su descubrimiento fue galardonado con el primer Premio Nobel de Física en 1901. El premio se concedió oficialmente: "en reconocimiento de los extraordinarios servicios que ha brindado para el descubrimiento de los notables rayos que llevan su nombre." Sin embargo, Röntgen no quiso que los rayos llevaran su nombre aunque en Alemania el procedimiento de la radiografía se llama "röntgen" debido al hecho de que los verbos alemanes tienen la desinencia "en". Los rayos X se comienzan a aplicar en todos los campos de la medicina entre ellos el urológico. Posteriormente otros investigadores utilizaron la radiología para el diagnóstico de la enfermedad litiásica. Es uno de los puntos culminantes de la medicina de finales del siglo XIX, sobre el cual se basaron numerosos diagnósticos de entidades nosológicas, hasta ese momento difíciles de diagnosticar, y siguieron dándose desarrollos posteriores en el siglo XX y hasta nuestros días (Véase la sección Electromedicina).
En su honor recibe su nombre la unidad de medida de la exposición a la radiación, establecida en 1928: Roentgen (unidad).

### Pupin: la bobina de Pupin (1894) y las imágenes de rayos X (1896)
El físico y electrotécnico serbio Michael Idvorsky Pupin (1854-1935) desarrolló en 1896 un procedimiento para obtener la fotografía rápida de una imagen obtenida mediante rayos X, que solamente requería una exposición de una fracción de segundo en lugar de una hora o más que se empleaba anteriormente. Entre sus numerosos inventos destaca la pantalla fluorescente que facilitaba la exploración y registro de las imágenes radiológicas obtenidas con los rayos X. También desarrolló en 1894 un sistema para aumentar en gran medida el alcance de las comunicaciones telefónicas a través de líneas de hilo de cobre, mediante la inserción a intervalos regulares a lo largo de la línea de transmisión de unas denominadas bobinas de carga. Estas bobinas reciben en su honor el nombre de bobina de Pupin y el método también se denomina pupinización.

### Thomson: los rayos catódicos (1897)
El físico inglés Joseph John Thomson (1856-1940) descubrió que los rayos catódicos podían desviarse aplicando un campo magnético perpendicular a su dirección de propagación y calculó las leyes de dicha desviación. Demostró que estos rayos estaban constituidos por partículas atómicas de carga negativa que llamó corpúsculos y hoy en día conocemos como electrones. Demostró que la nueva partícula que había descubierto era aproximadamente mil veces más ligera que el hidrógeno. Esta fue la primera identificación de partículas subatómicas, con las grandes consecuencias que esto tuvo en el consiguiente desarrollo de la ciencia y de la técnica. Posteriormente, midiendo la desviación en campos magnéticos, obtuvo la relación entre la carga y la masa del electrón. También examinó los rayos positivos y, en 1912, descubrió la manera de utilizarlos para separar átomos de diferente masa. El objetivo se consiguió desviando los rayos positivos con campos electromagnéticos (espectrometría de masa). Así descubrió que el neón tiene dos isótopos (el neón-20 y el neón-22). Todos estos trabajos sirvieron a Thomson para proponer una estructura del átomo, que más tarde se demostró incorrecta, ya que suponía que las partículas positivas estaban mezcladas homogéneamente con las negativas. Thomson también estudió y experimentó sobre las propiedades eléctricas de los gases y la conducción eléctrica a través de los mismos, y fue justamente por esa investigación que recibió el Premio Nobel de Física en 1906.

### Hermanos Lumière: el inicio del cine (1895)
A finales del siglo XIX varios inventores estuvieron trabajando en varios sistemas que tenían un objetivo común: el visionado y proyección de imágenes en movimiento. Entre 1890 y 1895, son numerosas las patentes que se registran con el fin de ofrecer al público las primeras "tomas de vistas" animadas. Entre los pioneros se encuentran los alemanes Max y Emil Skladanowski, los estadounidenses Charles F. Jenkins, Thomas Armat y Thomas Alva Edison (kinetoscopio), y los franceses hermanos Lumière (cinematógrafo). Sin embargo, aunque ya existían películas no era posible proyectarlas en una sala cinematográfica. El cine fue oficialmente inaugurado con la primera exhibición pública, en París, el 28 de diciembre de 1895. La conexión del nuevo invento con la electricidad no fue inmediata, porque los movimientos mecánicos se producían manualmente (lo que producía problemas de variación de la velocidad, pero también era utilizado como parte de los efectos especiales); mientras que la luz de las primeras linternas provenía de una llama generada por la combustión de éter y oxígeno. Pero usar una llama junto al celuloide (que era empleado como soporte para las películas, y que es muy inflamable) constituía una fuente constante de graves peligros para proyeccionistas y espectadores, por lo que se buscaron sustitutos a la fuente luminosa. Al extenderse las redes eléctricas se empleó el arco eléctrico incandescente. Inicialmente se usaban dos electrodos de carbón alimentados con una corriente continua, uno con carga positiva y otra con carga negativa. En la actualidad se realiza el paso de la corriente continua a través de dos conductores, encerrados en una cápsula de gas, normalmente xenón. Estas lámparas de xenón llevan en su interior dos electrodos entre los que salta el arco voltaico que produce la luz. En cuanto a la motorización eléctrica del funcionamiento de la cámara y del proyector se hizo ineludible con el tiempo, sobre todo tras el paso al cine sonoro (primera proyección experimental en París, 1900, y de un modo eficaz en Nueva York, 1923, siendo la primera película El cantante de jazz, 1927), lo que implicaba también a las tecnologías del registro y reproducción del sonido, inicialmente obtenido a partir de una banda lateral de opacidad variable detectada por una celda fotoeléctrica (la banda sonora). A partir de entonces surgió el concepto de medio audiovisual.
La tecnología del cine ha evolucionado mucho hasta el cine digital del siglo XXI y simultáneamente ha evolucionado el lenguaje cinematográfico, incluyendo las convenciones del género y los géneros cinematográficos. Más trascendente aún ha sido la evolución conjunta de cine y sociedad, y el surgimiento de distintos movimientos cinematográficos, cinematografías nacionales, etc. En Estados Unidos, Edison fue el máximo impulsor del cine, consolidando una industria en la que deseaba ser el protagonista indiscutible al considerarse como el único inventor y propietario del nuevo espectáculo. En España, la primera proyección la ofreció un enviado de los Lumière a Madrid, el 15 de mayo de 1896.

### Marconi: la telegrafía inalámbrica (1899)
El ingeniero y físico italiano Guglielmo Marconi (1874-1937), es conocido, principalmente, como el inventor del primer sistema práctico de señales telegráficas sin hilos, que dio origen a la radio actual. En 1899 logró establecer comunicación telegráfica sin hilos a través del canal de la Mancha entre Inglaterra y Francia, y en 1903 a través del océano Atlántico entre Cornualles, y Saint John's en Terranova, Canadá. En 1903 estableció en los Estados Unidos la estación WCC, en cuya inauguración cruzaron mensajes de salutación el presidente Theodore Roosevelt y el rey Eduardo VIII de Inglaterra. En 1904 llegó a un acuerdo con el Servicio de Correos británico para la transmisión comercial de mensajes por radio. Las marinas italiana y británica pronto adoptaron su sistema y hacia 1907 había alcanzado tal perfeccionamiento que se estableció un servicio trasatlántico de telegrafía sin hilos para uso público. Para la telegrafía fue un gran impulso el poder usar el código Morse sin necesidad de cables conductores.
Aunque se le atribuyó la invención de la radio, esta fue posible gracias a una de las patentes de Nikola Tesla, tal y como fue reconocido por la alta corte de los Estados Unidos, seis meses después de la muerte de Tesla, hacia el año 1943. También inventó la antena Marconi. En 1909 Marconi recibió, junto con el físico alemán Karl Ferdinand Braun, el Premio Nobel de Física por su trabajo.

### Hewitt: la lámpara de vapor de mercurio (1901-1912)
El ingeniero eléctrico e inventor estadounidense Peter Cooper Hewitt (1861-1921) se hizo célebre por la introducción de la lámpara de vapor de mercurio, uno de los más importantes avances en iluminación eléctrica. En la década de 1890 trabajó sobre las experimentaciones realizadas por los alemanes Julius Plücker y Heinrich Geissler sobre el fenómeno fluorescente, es decir, las radiaciones visibles producidas por una corriente eléctrica que pasa a través de un tubo de cristal relleno de gas. Los esfuerzos de Hewitt se encaminaron a hallar el gas que resultase más apropiado para la producción de luz, y lo encontró en el mercurio. La luz obtenida, por este método, no era apta para uso doméstico, pero encontró aplicación en otros campos de la industria, como en medicina, en la esterilización de agua potable y en el revelado de películas. En 1901 inventó el primer modelo de lámpara de mercurio (aunque no registró la patente hasta 1912). En 1903 fabricó un modelo mejorado que emitía una luz de mejor calidad y que encontró mayor utilidad en el mercado. El desarrollo de las lámparas incandescentes de filamento de tungsteno, a partir de la década de 1910, supuso una dura competencia para la lámpara de Hewitt, ya que, a pesar de ser ocho veces menos eficientes que esta, poseían una luminosidad mucho más atractiva.

### Honold: el magneto de alta tensión, la bujía (1902) y los faros parabólicos (1913)
El ingeniero alemán Gottlob Honold (1876-1923), que trabajaba en la empresa Robert Bosch, fue el primero que fabricó una bujía económicamente viable que, conectada a una magneto de alta tensión, hizo posible el desarrollo de los motores de combustión interna de ciclo Otto con velocidades de giro de varios miles de revoluciones por minuto y elevadas potencias específicas. Una bujía es el elemento donde se produce una chispa provocando el encendido de la mezcla de combustible y aire en los cilindros de un motor de ciclo Otto. Las primeras patentes para la bujía datan de Nikola Tesla (Patente USPTO n.º 609,250 en la que se diseña un sistema temporizado de ignición repetida, en el año 1898), casi al mismo tiempo que Frederik Richard Simms (GB 24859/1898, 1898) y Robert Bosch (GB 26907/1898). Karl Benz también inventó su propia versión de bujía. Sin embargo, la bujía de Honold de 1902 era comercialmente viable, de alta tensión y podía realizar un mayor número de chispas por minuto, razón por la que fue adoptada por Daimler. La bujía tiene dos funciones primarias: producir la ignición de la mezcla de aire y combustible y disipar parte del calor de la cámara de combustión hacia el bloque motor por conducción térmica. Las bujías se clasifican por lo que se conoce como rango térmico en función de su conductancia térmica. Las bujías transmiten energía eléctrica que convierten al combustible en un sistema que libera energía. Una cantidad suficiente de voltaje se debe de proveer al sistema de ignición para que pueda generar la chispa a través de la calibración de la bujía.
En 1913, Honold participó en el desarrollo de los faros parabólicos. Aunque se habían utilizado anteriormente algunos sistemas de alumbrado para la conducción nocturna, los primeros faros apenas alumbraban y servían poco más que como sistema de señalización. Honold concibió la idea de colocar espejos parabólicos detrás de las lámparas para concentrar el haz luminoso, lo que mejoraba la iluminación del camino sin necesidad de usar un sistema eléctrico más potente.

## Los cambios de paradigma delsigloXX
El efecto fotoeléctrico ya había sido descubierto y descrito por Heinrich Hertz en 1887. No obstante, carecía de explicación teórica y parecía ser incompatible con las concepciones de la física clásica. Esa explicación teórica solo fue posible con la obra de Albert Einstein (entre los famosos artículos de 1905) quien basó su formulación de la fotoelectricidad en una extensión del trabajo sobre los cuantos de Max Planck. Más tarde Robert Andrews Millikan pasó diez años experimentando para demostrar que la teoría de Einstein no era correcta pero terminó demostrando que sí lo era. Eso permitió que tanto Einstein como Millikan recibiesen el premio Nobel en 1921 y 1923 respectivamente.
En 1893 Wilhelm Weber logró combinar la formulación de Maxwell con las leyes de la termodinámica para tratar de explicar la emisividad del llamado cuerpo negro, un modelo de estudio de la radiación electromagnética que tendrá importantes aplicaciones en astronomía y cosmología.
En 1911 se prueba experimentalmente el modelo atómico de Ernest Rutherford (núcleo con masa y carga positiva y corona de carga negativa), aunque tal configuración había sido predicha en 1904 por el japonés Hantarō Nagaoka, cuya contribución había pasado desapercibida.
La llamada Gran Ciencia ligada a la investigación atómica necesitó superar retos tecnológicos cuantitativamente impresionantes, pues era necesario hacer chocar partículas con el núcleo atómico con cada vez mayor energía. Esta fue una de las primeras carreras tecnológicas del siglo XX y que, independientemente del origen nacional de las ideas o procesos puestos en práctica (muchos de ellos europeos: alemanes, austrohúngaros, italianos, franceses, belgas o británicos), fueron ganadas por el eficaz e inquietante complejo científico-técnico-productivo-militar de los Estados Unidos. En 1928 Merle Tuve utilizó un transformador Tesla para alcanzar los tres millones de voltios. En 1932 John Cockcroft y Ernest Walton observaron la desintegración de átomos de litio con un multiplicador voltaico que alcanzaba los 125 000 voltios. En 1937 Robert van de Graaff construyó generadores de cinco metros de altura para generar corrientes de 5 millones de voltios. Ernest Lawrence, inspirado por el noruego Rolf Wideröe, construyó entre 1932 y 1940 sucesivos y cada vez mayores ciclotrones, confinadores magnéticos circulares, para averiguar la estructura de las partículas elementales a base de someterlas a choques a enormes velocidades.
Los quarks (bautizados así en 1963 y descubiertos sucesivamente en los años 1970 y hasta fechas tan próximas como 1996), así como las particularidades de su carga eléctrica aún son una incógnita de la física de hoy en día.
La industria eléctrica crece con la sociedad de consumo de masas y pasa a la fase del capitalismo monopolista de las grandes corporaciones multinacionales de tipo holding, como las norteamericanas General Electric (derivada de la compañía de Edison) y Westinghouse Electric (derivada de la de Westinghouse y Tesla), la Marconi Company (más puramente multinacional que italiana), las alemanas AEG, Telefunken, Siemens AG y Braun (esta última, más tardía, debe su nombre a Max Braun, no al físico Carl Ferdinand Braun) o las japonesas Mitsubishi, Matsushita (Panasonic) Sanyo o Sony (estas últimas posteriores a la Segunda Guerra Mundial). Incluso en países pequeños, pero desarrollados, el sector eléctrico y la electrónica de consumo tuvo presencia temprana y destacada en los procesos de concentración industrial, como son los casos de la holandesa Philips y la finlandesa Nokia.

### Lorentz: las transformaciones de Lorentz (1900) y el efecto Zeeman (1902)
El físico holandés Hendrik Antoon Lorentz (1853-1928) realizó un gran número de investigaciones en los campos de la termodinámica, la radiación, el magnetismo, la electricidad y la refracción de la luz, entre las que destaca el estudio de la expresión de las ecuaciones de Maxwell en sistemas inerciales y sus consecuencias sobre la propagación de las ondas electromagnéticas. Formuló, conjuntamente con George Francis FitzGerald, una explicación del experimento de Michelson y Morley sobre la constancia de la velocidad de la luz, atribuyéndola a la contracción de los cuerpos en la dirección de su movimiento. Este efecto, conocido como contracción de Lorentz-FitzGerald, sería luego expresado como las transformaciones de Lorentz, las que dejan invariantes las ecuaciones de Maxwell, posterior base del desarrollo de la teoría de la relatividad. Nombró a Pieter Zeeman su asistente personal, estimulándolo a investigar el efecto de los campos magnéticos sobre las transiciones de spin, lo que lo llevó a descubrir lo que hoy en día se conoce con el nombre de efecto Zeeman, base de la tomografía por resonancia magnética nuclear. Por este descubrimiento y su explicación, Lorentz compartió en 1902 el Premio Nobel de Física con Pieter Zeeman

### Einstein: El efecto fotoeléctrico (1905)
Al alemán nacionalizado norteamericano Albert Einstein (1879-1955) se le considera el científico más conocido e importante del siglo XX. El resultado de sus investigaciones sobre la electricidad llegó en 1905 (fecha trascendental que se conmemoró en el Año mundial de la física 2005), cuando escribió cuatro artículos fundamentales sobre la física de pequeña y gran escala. En ellos explicaba el movimiento browniano, el efecto fotoeléctrico y desarrollaba la relatividad especial y la equivalencia entre masa y energía.
El efecto fotoeléctrico consiste en la emisión de electrones por un material cuando se le ilumina con radiación electromagnética (luz visible o ultravioleta, en general). Ya había sido descubierto y descrito por Heinrich Hertz en 1887, pero la explicación teórica no llegó hasta que Albert Einstein le aplicó una extensión del trabajo sobre los cuantos de Max Planck. En el artículo dedicado a explicar el efecto fotoeléctrico, Einstein exponía un punto de vista heurístico sobre la producción y transformación de luz, donde proponía la idea de quanto de radiación (ahora llamados fotones) y mostraba cómo se podía utilizar este concepto para explicar el efecto fotoeléctrico. Una explicación completa del efecto fotoeléctrico solamente pudo ser elaborada cuando la teoría cuántica estuvo más avanzada. A Albert Einstein se le concedió el Premio Nobel de Física en 1921.
El efecto fotoeléctrico es la base de la producción de energía eléctrica por radiación solar y de su aprovechamiento energético. Se aplica también para la fabricación de células utilizadas en los detectores de llama de las calderas de las grandes usinas termoeléctricas. También se utiliza en diodos fotosensibles tales como los que se utilizan en las células fotovoltaicas y en electroscopios o electrómetros. En la actualidad (2008) los materiales fotosensibles más utilizados son, aparte de los derivados del cobre (ahora en menor uso), el silicio, que produce corrientes eléctricas mayores.

### Millikan: El experimento de Millikan (1909)
El físico estadounidense Robert Andrews Millikan (1868-1953) es conocido principalmente por haber medido la carga del electrón, ya descubierta por J. J. Thomson. Estudió en un principio la radioactividad de los minerales de uranio y la descarga en los gases. Luego realizó investigaciones sobre radiaciones ultravioletas.
Mediante su experimento de la gota de aceite, también conocido como experimento de Millikan, determinó la carga del electrón: 1602 × 10−19 coulomb. La carga del electrón es la unidad básica de cantidad de electricidad y se considera la carga elemental porque todos los cuerpos cargados contienen un múltiplo entero de la misma. El electrón y el protón tienen la misma carga absoluta, pero de signos opuestos. Convencionalmente, la carga del protón se considera positiva y la del electrón negativa. Entre sus otras aportaciones a la ciencia destacan su importante investigación sobre los rayos cósmicos, como él los denominó, y sobre los rayos X, así como la determinación experimental de la constante de Planck, midiendo la frecuencia de la luz y la energía de los electrones liberados en el efecto fotoeléctrico. En 1923 fue galardonado con el Premio Nobel de Física por sus trabajos para determinar el valor de carga del electrón y el efecto fotoeléctrico.

### Onnes: Superconductividad (1911)
El físico holandés Heike Kamerlingh Onnes (1853-1926) se dedicó principalmente al estudio de la física a bajas temperaturas, realizando importantes descubrimientos en el campo de la superconductividad eléctrica, fenómeno que sucede cuando algunos materiales están a temperaturas cercanas al cero absoluto. Ya en el siglo XIX se llevaron a cabo diversos experimentos para medir la resistencia eléctrica a bajas temperaturas, siendo James Dewar el primer pionero en este campo. Sin embargo, la superconductividad como tal no se descubriría hasta 1911, año en que Onnes observó que la resistencia eléctrica del mercurio desaparecía bruscamente al enfriarse a 4K (-269 °C), cuando lo que se esperaba era que disminuyera gradualmente. En 1913 fue galardonado con el Premio Nobel de Física por, en palabras del comité, "sus investigaciones en las características de la materia a bajas temperaturas que permitieron la producción del helio líquido".

### Zworykin: la televisión (1923)
El ingeniero ruso Vladimir Zworykin (1889-1982) dedicó su vida al desarrollo de la televisión, la electrónica y la óptica. Desde muy joven estaba persuadido de que la solución práctica de la televisión no sería aportada por un sistema mecánico, sino por la puesta a punto de un procedimiento que utilizara los tubos de rayos catódicos. Emigró a Estados Unidos y empezó a trabajar en los laboratorios de la Westinghouse Electric and Manufacturing Company, en Pittsburg. En la Westinghouse tuvo libertad para continuar con sus proyectos personales, es decir, sus trabajos sobre la televisión, especialmente sobre el iconoscopio (1923), un dispositivo que convertía imágenes ópticas en señales eléctricas. Otro de sus inventos, que posibilitó una televisión enteramente electrónica, fue el kinescopio que transformaba las señales eléctricas del iconoscopio en imágenes visibles, aunque de baja resolución. Los trabajos de investigación de Zworykin y de su grupo de colaboradores no se limitaron solo a la televisión, abarcaron muchos otros aspectos de la electrónica, sobre todo los relacionados con la óptica. Su actividad en este campo permitió el desarrollo de dispositivos tan importantes como los tubos de imágenes y multiplicadores secundarios de emisión de distintos tipos. Un gran número de aparatos electrónicos militares utilizados en la Segunda Guerra Mundial son resultado directo de las investigaciones de Zworykin y de sus colaboradores, quien también participó en la invención del microscopio electrónico.

### Howard Armstrong: frecuencia modulada (FM) (1935)
El ingeniero eléctrico estadounidense Edwin Howard Armstrong (1890-1954) fue uno de los inventores más prolíficos de la era de la radio, al desarrollar una serie de circuitos y sistemas fundamentales para el avance de este sistema de comunicaciones. En 1912 desarrolló el circuito regenerativo, que permitía la amplificación de las débiles señales de radio con poca distorsión, mejorando mucho la eficiencia de los circuitos empleados hasta el momento. En 1918 desarrolló el circuito superheterodino, que dio un gran impulso a los receptores de amplitud modulada (AM). En 1920 desarrolló el circuito super-regenerador, muy importante en las comunicaciones con dos canales. En 1935 desarrolló el sistema de radiodifusión de frecuencia modulada (FM) que, además de mejorar la calidad de sonido, disminuyó el efecto de las interferencias externas sobre las emisiones de radio, haciéndolo muy inferior al del sistema de amplitud modulada (AM). El sistema de frecuencia modulada (FM), que es hoy el más empleado en radio y televisión, no se empezó a emplear comercialmente hasta después de su muerte. Muchas invenciones de Armstrong fueron reclamadas por otros en pleitos de patente.

### Watson-Watt: el radar (1935)
El radar (acrónimo de radio detection and ranging, detección y medición de distancias por radio) fue creado en 1935 y desarrollado principalmente en Inglaterra durante la Segunda Guerra Mundial. Su mayor impulsor fue el físico Robert Watson-Watt (1892-1973), director del Laboratorio de Investigación de Radio. Ya en 1932, la Oficina Postal Británica publicó un informe en el que sus científicos documentaron fenómenos naturales que afectaban la intensidad de la señal electromagnética recibida: tormentas eléctricas, vientos, lluvia y el paso de un aeroplano en la vecindad del laboratorio. Arnold Wilkins (1907-1985), físico ayudante de Watson-Watts, conoció este informe de manera accidental, conversando con la gente de la Oficina Postal, que se quejaba por la interferencia. Cuando Wilkins sugirió la posibilidad de utilizar el fenómeno de interferencia de ondas de radio para detectar aviones enemigos, Watson-Watt lo comisionó inmediatamente para trabajar en el cálculo de los aspectos cuantitativos.
El radar dio a la aviación británica una notable ventaja táctica sobre la alemana durante la batalla de Inglaterra, cuando aún era denominado RDF (Radio Direction Finding). En la actualidad es una de las principales ayudas a la navegación con que cuenta el control de tráfico aéreo de todo tipo, militar y civil.

## La segunda mitad delsigloXX: Era espacial o Edad de la electricidad
Después de la Segunda Guerra Mundial, el mundo bipolar enfrentado a la guerra fría entre los Estados Unidos y la Unión Soviética presenció la frenética carrera de armamentos y la carrera espacial que impulsó de modo extraordinario la competencia científica y tecnológica entre ambos países- En la sociedad de consumo capitalista, orientada al mercado, algunos de estos logros encontraron aplicación a la vida cotidiana como retorno tecnológico de lo invertido en las áreas de investigación puntera; caso de algunos rubros de la industria ligera y los servicios (terciarización), mientras que en el bloque soviético la planificación estatal privilegiaba la industria pesada. La reconstrucción de Europa Occidental y Japón permitió que en ambos espacios se pudiera continuar a la vanguardia de la ciencia y la tecnología, además de contribuir con la fuga de cerebros a los espacios centrales.
Al científico y el inventor individual, ahora reemplazados en prestigio por el empresario schumpeteriano, le sucedieron los equipos científicos vinculados a instituciones públicas o privadas, cada vez más interconectadas y retroalimentadas en lo que se denomina investigación y desarrollo (I+D) o incluso I+D+I (investigación, desarrollo e innovación). Los programas de investigación se han hecho tan costosos, con tantas implicaciones y a tan largo plazo que las decisiones que les afectan han de ser tomadas por instancias políticas y empresariales de alto nivel, y su publicidad o su mantenimiento en secreto (con fines estratégicos o económicos) constituyen un problema serio de control social (con principios democráticos o sin ellos).
La segunda mitad del siglo XX se caracterizó, entre otras cosas, por la denominada Revolución científico-técnica de la tercera revolución industrial, con avances de las tecnologías (especialmente la electrónica y la medicina) y las ciencias, que ha dado lugar al desarrollo de una numerosísima serie de inventos -dependientes de la electricidad y la electrónica en su diseño y funcionamiento- que transformaron la vida social, primero en las clases medias de los países desarrollados, y posteriormente en todo el mundo con el proceso de globalización. El desarrollo de las telecomunicaciones e internet permite hablar de una sociedad de la información en la que, en los países industrialmente más desarrollados las decisiones económicas (como consumir, producir y distribuir), sociales (como el establecimiento de todo tipo de relaciones personales, redes sociales y redes ciudadanas) y políticas (como informarse y opinar, aunque la democracia electrónica solo está esbozada) se transmiten instantáneamente, lo que permitió a Marshall McLuhan hablar de la Edad de la Electricidad.
La automatización (en estadios más avanzados la robótica, que aún no se ha desarrollado plenamente) transformó radicalmente los procesos de trabajo industrial. Es posible hablar ya no de una sociedad industrial opuesta a la sociedad preindustrial, sino incluso una sociedad postindustrial basada en parámetros completamente nuevos. Entre los inventos que han contribuido a la base material de esa nueva forma de vida cabe destacar: electrodomésticos, electrónica digital, ordenadores, robótica, satélites artificiales de comunicación, energía nuclear, trenes eléctricos, refrigeración y congelación de alimentos, electromedicina, etc.

### Ordenadores

ENIAC

1941 La primera computadora electrónica funcional de que se tiene noticia fue la alemana Z3 de Konrad Zuse, construida en 1941 y destruida en los bombardeos aliados de 1943. La utilización comercial de este tipo de aparatos, que revolucionaron la gestión de la información y toda la vida social, económica y científica, tuvo que esperar a los años cincuenta, tras su desarrollo en Estados Unidos.
La británica Colossus (diseñada por Tommy Flowers en la Estación de Investigación de la Oficina Postal) y la estadounidense Harvard Mark I (construida por Howard H. Aiken en la Universidad de Harvard con subvención de IBM entre 1939 y 1943), llegaron a tiempo de usarse en la fase final de la Segunda Guerra Mundial; la primera en el descifrado de mensajes alemanes y la segunda para el cálculo de tablas de balística.
Inmediatamente después de la guerra, el Electronic Numerical Integrator And Computer (Computador e Integrador Numérico Electrónico, ENIAC) utilizado por el Laboratorio de Investigación Balística del Ejército de los Estados Unidos fue construido en 1946 en la Universidad de Pensilvania por John Presper Eckert y John William Mauchly. Consumía una potencia eléctrica suficiente para abastecer una pequeña ciudad, ocupaba una superficie de 167 m² y operaba con un total de 17 468 válvulas electrónicas o tubos de vacío, 7200 diodos de cristal, 1500 relés, 70 000 resistencias, 10 000 condensadores y 5 millones de soldaduras. Pesaba 27 tn, medía 2,4 m x 0,9 m x 30 m; utilizaba 1500 conmutadores electromagnéticos y relés; requería la operación manual de unos 6000 interruptores, y su programa o software, cuando requería modificaciones, tardaba semanas de instalación manual. La ENIAC podía resolver 5000 sumas y 360 multiplicaciones en un segundo. Se desactivó en 1955.
Le sustituyó en la misma institución la Electronic Discrete Variable Automatic Computer (EDVAC), en 1949. A diferencia de la ENIAC, no era decimal, sino binaria y tuvo el primer programa diseñado para ser almacenado. Este diseño se convirtió en el estándar de arquitectura para la mayoría de las computadoras modernas y un hito en la historia de la informática. A los diseñadores anteriores se les había unido el gran matemático John von Neumann. La EDVAC recibió varias actualizaciones, incluyendo un dispositivo de entrada/salida de tarjetas perforadas en 1953, memoria adicional en un tambor magnético en 1954 y una unidad de aritmética de punto flotante en 1958. Dejó de estar en activo en 1961.
La UNIVAC I (UNIVersal Automatic Computer I, computadora automática universal I), también debida a J. Presper Eckert y John William Mauchly, fue la primera computadora comercial y la primera diseñada desde el principio para su uso en administración y negocios. El primer UNIVAC fue entregado a la Oficina del Censo de los Estados Unidos (United States Census Bureau) en 1951 y fue puesto en servicio ese mismo año. Competía directamente con las máquinas de tarjeta perforada hechas principalmente por IBM. Para facilitar la compatibilidad de ambos tipos de máquina se construyó un equipo de procesamiento de tarjetas fuera de línea, el convertidor UNIVAC de tarjeta a cinta y el convertidor UNIVAC de cinta a tarjeta, para la transferencia de datos entre las tarjetas y las cintas magnéticas que empleaba alternativamente.
IBM anunció en 1953 la primera producción a gran escala de una computadora, el IBM 650: 2000 unidades desde 1954 hasta 1962. Era un diseño orientado hacia los usuarios de máquinas contables anteriores, como las tabuladoras electromecánicas (con tarjetas perforadas) o el modelo IBM 604. Pesaba alrededor de 900 kg, y su unidad de alimentación unos 1350. Cada unidad estaba en un armario separado, de 1,5 x 0,9 x 1,8 metros. Costaba 500 000 dólares, pero podía alquilarse por 3500 al mes.
La tercera generación de este tipo de máquinas se inició con IBM 360, la primera en la historia en ser atacada con un virus informático. Comercializada a partir de 1964, fue la primera que usaba el término byte para referirse a 8 bits (con cuatro bytes creaba una palabra de 32-bits). Su arquitectura de computación fue la que a partir de este modelo siguieron todos los ordenadores de IBM. El sistema también hizo popular la computación remota, con terminales conectadas a un servidor, por medio de una línea telefónica. Fue una de las primeras computadoras comerciales que usó circuitos integrados, y podía realizar tanto análisis numéricos como administración o procesamiento de archivos.
El Intel 4004 (i4004, primero de Intel), un CPU de 4 bits, fue lanzado en un paquete de 16 pines CERDIP en 1971, siendo el primer microprocesador en un simple chip, así como el primero disponible comercialmente. Daría paso a la construcción de los ordenadores personales. El circuito 4004 fue construido con 2300 transistores, y fue seguido el año siguiente por el primer microprocesador de 8 bits, el 8008, que contenía 3300 transistores, y el 4040, versión revisada del 4004. El CPU que comenzó la revolución del microcomputador, sería el 8080, usado en el Altair 880. El microprocesador es un circuito integrado que contiene todos los elementos necesarios para conformar una "unidad central de procesamiento" (UCP o CPU: Central Process Unit). En la actualidad este tipo de componente electrónico se compone de millones de transistores, integrados en una misma placa de silicio.

### Transistor, Electrónica digital y Superconductividad

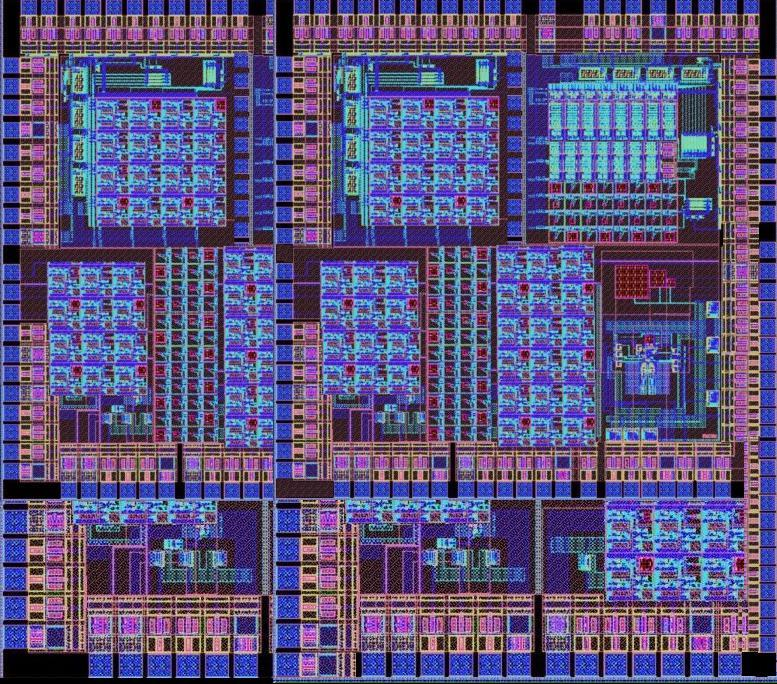
Detalle de un circuito integrado

1948 La electrónica, que estudia y emplea sistemas cuyo funcionamiento se basa en la conducción y el control del flujo microscópico de los electrones u otras partículas cargadas eléctricamente, comenzó con el diodo de vacío inventado por John Ambrose Fleming en 1904, dispositivo basado en el efecto Edison. Con el tiempo las válvulas de vacío se fueron perfeccionando y mejorando, apareciendo otros tipos y miniaturizándose. El paso esencial lo dio el físico estadounidense Walter Houser Brattain (1902-1987), incorporado en 1929 a los laboratorios Bell, donde fue partícipe junto con John Bardeen (1908-1991) -incorporado en 1945- y William Bradford Shockley del invento de un pequeño dispositivo electrónico semiconductor que cumplía funciones de amplificador, oscilador, conmutador o rectificador: el transistor. La palabra elegida para denominarlo es la contracción en inglés de transfer resistor ("resistencia de transferencia"). Sustituto de la válvula termoiónica de tres electrodos o triodo, el primer transistor de puntas de contacto funcionó en diciembre de 1947; se anunció por primera vez en 1948 pero no se terminó de fabricar hasta 1952, tras lograr construir un dispositivo con germanio el 4 de julio de 1951, culminando así su desarrollo. El transistor de unión bipolar apareció algo más tarde, en 1949, y es el dispositivo utilizado actualmente para la mayoría de las aplicaciones electrónicas. Sus ventajas respecto a las válvulas son entre otras menor tamaño y fragilidad, mayor rendimiento energético, menores tensiones de alimentación y consumo de energía. El transistor no funciona en vacío como las válvulas, sino en un estado sólido semiconductor (silicio), razón por la que no necesitan centenares de voltios de tensión para funcionar.
El transistor ha contribuido, como ninguna otra invención, al gran desarrollo actual de la electrónica y la informática, empleándose comercialmente en todo tipo de aparatos electrónicos, tanto domésticos como industriales. La primera aplicación de estos dispositivos se hizo en los audífonos. Por su trabajo con los semiconductores y por el descubrimiento del transistor, Walter Houser Brattain compartió con Shockley y Bardeen en 1956 el Premio Nobel de Física.
La construcción de circuitos electrónicos permitió resolver muchos problemas prácticos (control, procesado y distribución de información, conversión y distribución de la energía eléctrica, etc.). En 1958 se desarrolló el primer circuito integrado, que integraba seis transistores en un único chip, y en 1970 se desarrolló el primer microprocesador (Intel 4004).
En la actualidad, los campos de desarrollo de la electrónica son tan vastos que se ha dividido en varias ciencias especializadas, partiendo de la distinción entre electrónica analógica y electrónica digital; y en los campos de la ingeniería electrónica, la electromecánica, la informática (diseño de software para su control), la electrónica de control, las telecomunicaciones y la electrónica de potencia.
En 1951 Bardeen, uno de los diseñadores del transistor, ingresó en la Universidad de Illinois, nombrando asistente personal al físico Nick Holonyak, el cual posteriormente diseñaría el primer Diodo led en 1962. Trabajó junto a Leon N. Cooper y John Robert Schrieffer para crear la teoría estándar de la superconductividad, es decir, la desaparición de la resistencia eléctrica en ciertos metales y aleaciones a temperaturas cercanas al cero absoluto. Por estos trabajos compartió nuevamente, en 1972, el Premio Nobel de Física con los físicos estadounidenses Leon N. Cooper y John R. Schrieffer. Esto hizo que él fuera el primer científico que ganó dos premios Nobel en la misma disciplina. Las aplicaciones de la superconductividad están todavía en las primeras fases de su desarrollo, pero ya han permitido los electroimanes más poderosos (que se usan en los trenes maglev, resonancia magnética nuclear y aceleradores de partículas); circuitos digitales y filtros de radiofrecuencia y microondas para estaciones base de telefonía móvil; o los magnetómetros más sensibles (uniones Josephson, de los SQUIDs -dispositivos superconductores de interferencia cuántica-).

### El reto de la generación de electricidad

#### Centrales nucleares

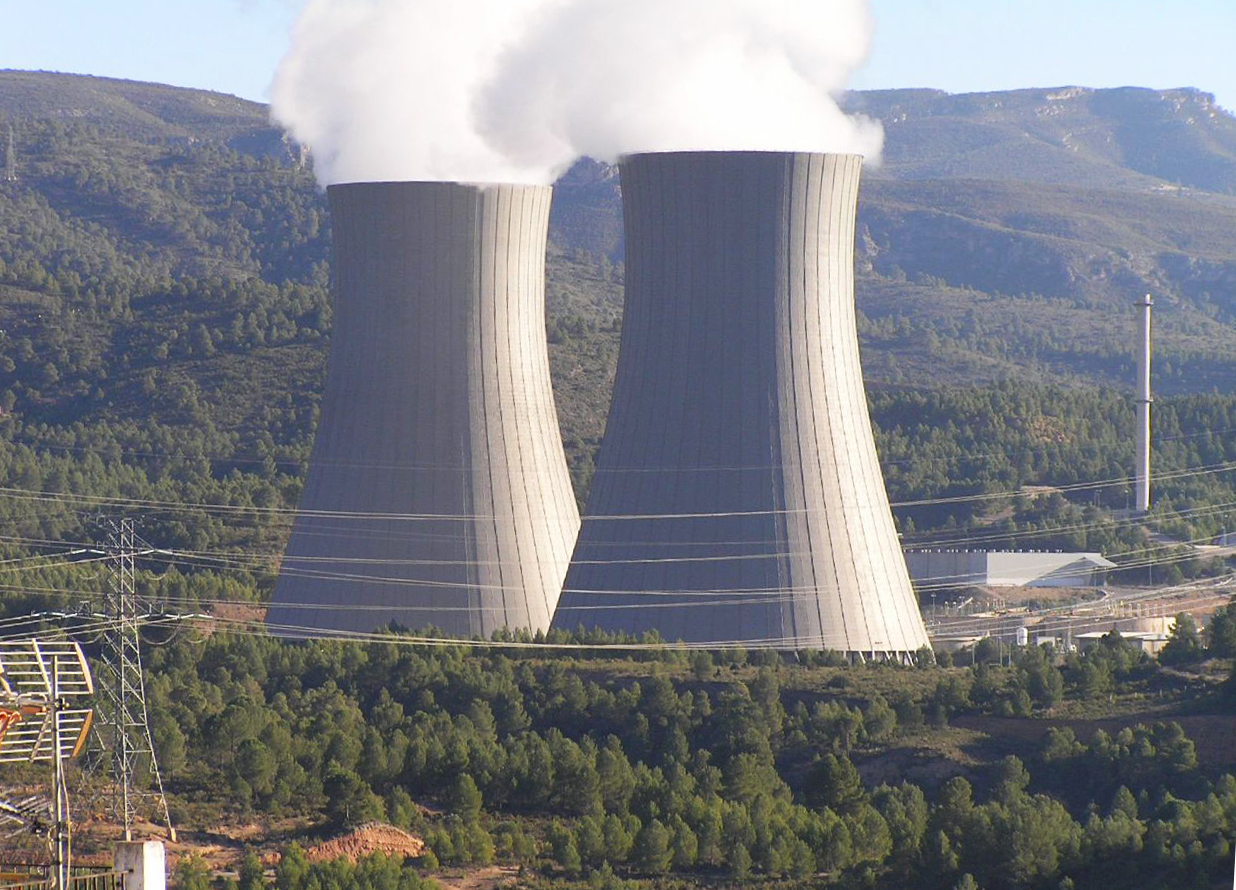
Torres de refrigeración de la central nuclear de Cofrentes, España

1951 Una central nuclear es una instalación industrial empleada para la generación de energía eléctrica a partir de energía nuclear, que se caracteriza por el empleo de materiales fisionables que mediante reacciones nucleares proporcionan calor. Este calor es empleado por un ciclo termodinámico convencional para mover un alternador y producir energía eléctrica. Las centrales nucleares constan de uno o varios reactores.
Se llama energía nuclear a aquella que se obtiene al aprovechar las reacciones nucleares espontáneas o provocadas por el hombre. Estas reacciones se dan en algunos isótopos de ciertos elementos químicos, siendo el más conocido de este tipo de energía la fisión del uranio-235 (235U), con la que funcionan los reactores nucleares. Sin embargo, para producir este tipo de energía aprovechando reacciones nucleares pueden ser utilizados muchos otros isótopos de varios elementos químicos, como el torio, el plutonio, el estroncio o el polonio. Los dos sistemas con los que puede obtenerse energía nuclear de forma masiva son la fisión nuclear y la fusión nuclear.
El 2 de diciembre de 1942, como parte del proyecto Manhattan dirigido por J. Robert Oppenheimer, se construyó el Chicago Pile-1 (CP-1), primer reactor nuclear hecho por el hombre (existió un reactor natural en Oklo). El Departamento de Defensa de los Estados Unidos propuso el diseño y construcción de un reactor nuclear utilizable para la generación eléctrica y propulsión en los submarinos a dos empresas distintas norteamericanas: General Electric y Westinghouse. Estas empresas desarrollaron los reactores de agua ligera tipo BWR y PWR respectivamente. Los mismos diseños de reactores de fisión se trasladaron a diseños comerciales para la generación de electricidad. Los únicos cambios producidos en el diseño con el transcurso del tiempo fueron un aumento de las medidas de seguridad, una mayor eficiencia termodinámica, un aumento de potencia y el uso de las nuevas tecnologías que fueron apareciendo.
El 20 de diciembre de 1951 fue el primer día que se consiguió generar electricidad con un reactor nuclear (en el reactor americano EBR-I, con una potencia de unos 100 kW), pero no fue hasta 1954 cuando se conectó a la red eléctrica una central nuclear (fue la central nuclear rusa de Obninsk, generando 5 MW con solo un 17 % de rendimiento térmico). La primera central nuclear con un rendimiento comercial fue la británica de Calder Hall, en Sellafield, abierta en 1956 con una capacidad de 50 MW (ampliada posteriormente a 200 MW). El desarrollo de la energía nuclear en todo el mundo experimentó a partir de ese momento un gran crecimiento, de forma muy particular en Francia y Japón, donde la crisis del petróleo de 1973 influyó definitivamente, ya que su dependencia en el petróleo para la generación eléctrica era muy marcada. En 1986 el accidente de Chernóbil, en un reactor RBMK de diseño ruso que no cumplía los requisitos de seguridad que se exigían en occidente, acabó radicalmente con ese crecimiento. A partir de entonces, con la caída del bloque del este desde 1989, el movimiento antinuclear, que se opone por un lado al arma nuclear y por otra parte a la utilización de la energía nuclear, se ha visto desplazado de la vanguardia del movimiento ecologista por otras cuestiones, como el cambio climático.

En octubre de 2007 existían 439 centrales nucleares en todo el mundo que generaron 2,7 millones de MWh en 2006. La potencia instalada en 2007 era de 370 721 MWe. Aunque solo 30 países en el mundo poseen centrales nucleares, aproximadamente el 15 % de la energía eléctrica generada en el mundo se produce a partir de energía nuclear, aunque el porcentaje está actualmente en disminución. La mayoría de los países con centrales nucleares han suspendido nuevas construcciones debido a los problemas de disposición final de los combustibles nucleares, cuya actividad (y riesgos para la vida humana) perdura durante muchos miles de años. Algunos científicos, como el galardonado físico Freeman Dyson, sostienen que la exageración de los beneficios de la energía nuclear provienen de una combinación de factores económicos y del sentido de culpa por los bombardeos atómicos sobre Hiroshima y Nagasaki. 

#### Combustibles fósiles y fuentes renovables
El primer uso industrial de la energía hidráulica para la generación de electricidad alimentaba mediante una turbina fueron dieciséis lámparas de arco de la fábrica Wolverine en Grand Rapids (Estados Unidos, 1880). La primera central hidroeléctrica entró en funcionamiento ese mismo año en Northumberland, Gran Bretaña, y la primera ciudad en tener un suministro eléctrico fue Godalming, en Surrey (Inglaterra), ese mismo año, a corriente alterna con un alternador Siemens y una dinamo conectada a una rueda hidráulica, que funcionó solo tres años.
Dos años más tarde se abrió la primera central hidráulica estadounidense (río Fox, Appleton, Wisconsin). El mismo año (1882), Edison abría la primera central eléctrica urbana comercial. No utilizaba fuentes renovables, sino la generación térmica a petróleo (con tres veces mayor eficiencia que los modelos anteriores, no comerciales), en Pearl Street (Nueva York), de 30 kW de potencia a 220-110 V de corriente continua. En 1895, su competidor, Westinghouse, abre la primera central de corriente alterna en el Niágara. La desconfianza de Edison hacia la corriente alterna se mantuvo hasta 1892 y hasta finales del siglo XIX se usaba principalmente corriente continua para la iluminación. El desarrollo del generador eléctrico y el perfeccionamiento de la turbina hidráulica respondieron al aumento de la demanda de electricidad del siglo XX, de modo que desde 1920 el porcentaje la hidroelectricidad en la producción total de electricidad era ya muy significativo. Desde entonces la tecnología de las principales instalaciones no ha variado sustancialmente. Una central hidroeléctrica es aquella que se utiliza para la generación de energía eléctrica mediante el aprovechamiento de la energía potencial del agua embalsada en una presa situada a más alto nivel que la central. El agua se lleva por una tubería de descarga a la sala de máquinas de la central, donde mediante enormes turbinas hidráulicas se produce la generación de energía eléctrica en alternadores.
Las dos características principales de una central hidroeléctrica, desde el punto de vista de su capacidad de generación de electricidad son:
1. La potencia, que es función del desnivel existente entre el nivel medio del embalse y el nivel medio de las aguas debajo de la central, y del caudal máximo turbinable, además de las características de la turbina y del generador.
2. La energía garantizada en un lapso de tiempo determinado, generalmente un año, que está en función del volumen útil del embalse, de la pluviometría anual y de la potencia instalada.

Esta forma de obtener energía eléctrica no está libre problemas medioambientales al necesitar la construcción de grandes embalses en los que acumular el agua, modificando el paisaje y los anteriores usos, tanto naturales como humanos, del agua y el entorno afectado. Proyectos gigantescos (presa de Asuán en Egipto, de Itaipú entre Brasil y Paraguay, o de las Tres Gargantas en China) tienen repercusiones de todo tipo, e incluso su viabilidad a largo plazo es cuestionada. Las minicentrales hidráulicas suelen ser mejor consideradas desde ese punto de vista, aunque su capacidad de generación es mucho más limitada.

Capacidad eólica mundial total instalada 1996-2012 [MW]. Fuente: GWEC

Actualmente se encuentra en desarrollo la explotación comercial de la conversión en electricidad del potencial energético que tiene el oleaje del mar, en las llamadas Centrales mareomotrices. Estas utilizan el flujo y reflujo de las mareas. En general pueden ser útiles en zonas costeras donde la amplitud de la marea sea amplia, y las condiciones morfológicas de la costa permitan la construcción de una presa que corte la entrada y salida de la marea en una bahía. Se genera energía tanto en el momento del llenado como en el momento del vaciado de la bahía.
Otras energías renovables, como la energía solar; tienen una historia muy anterior a su utilización como generadoras de electricidad, e incluso en este campo surgieron tecnologías ya en el siglo XIX: solar con Edmund Becquerel en 1839 y Augustin Mouchet en 1861; eólica desde 1881, aunque el desarrollo de rotores verticales eficaces llegó con Klemin, Savoius y Darrieus, diseñados en 1925, 1929 y 1931).
El impulso actual de las energías renovables proviene de las necesidades energéticas de la crisis del petróleo de 1973 y, más recientemente, del hecho de que no emitan gases causantes de efecto invernadero, contrariamente a los combustibles fósiles (carbón, petróleo o gas natural). La producción de electricidad solar y, sobre todo, eólica está en fuerte auge aunque aún no ha desarrollado todo su potencial.
Las tecnologías utilizadas en las centrales termoeléctricas que utilizan combustibles fósiles se han perfeccionado, tanto para obtener una mayor eficiencia energética (ciclo combinado) como para reducir su impacto contaminante (lluvia ácida). Sin embargo, la supresión de las emisiones de gases de efecto invernadero mediante la captura y almacenamiento de carbono) aún no ha sido desarrollada industrialmente y constituye un tema controvertido.
La pila de combustible ligada a las tecnologías del hidrógeno es uno de los últimos diseños propuestos para la sustitución de las energías tradicionales.

### Robótica y máquinas CNC
1952 Una de las innovaciones más importantes y trascendentales en la producción de todo tipo de objetos en la segunda mitad del siglo XX ha sido la incorporación de robots, autómatas programables y máquinas guiadas por control numérico por computadora (CNC) en las cadenas y máquinas de producción, principalmente en tareas relacionadas con la manipulación, trasiego de objetos, procesos de mecanizado y soldadura. Estas innovaciones tecnológicas han sido viables entre otras cosas por el diseño y construcción de nuevas generaciones de motores eléctricos de corriente continua controlados mediante señales electrónicas de entrada y salida, y el giro que pueden tener en ambos sentidos, así como la variación de su velocidad de acuerdo con las instrucciones contenidas en el programa de ordenador que los controla. En estas máquinas se utilizan tres tipos de motores eléctricos: motores paso a paso, servomotores o motores encoder y motores lineales. El primer desarrollo en el área del control numérico por computadora (CNC) lo realizó el inventor norteamericano John T. Parsons (Detroit 1913-2007) junto con su empleado Frank L. Stulen, en la década de 1940, realizando la primera demostración práctica de herramienta con movimiento programado en 1952.
La robótica es una rama de la tecnología (y que integra el álgebra, los autómatas programables, las máquinas de estados, la mecánica, la electrónica y la informática), que estudia el diseño y construcción de máquinas capaces de desempeñar tareas repetitivas, tareas en las que se necesita una alta precisión, tareas peligrosas para el ser humano o tareas irrealizables sin intervención de una máquina. Esas máquinas, los robots mantienen la conexión de retroalimentación inteligente entre el sentido y la acción directa bajo el control de un ordenador previamente programado con las tareas que tiene que realizar. Las acciones de este tipo de robots son generalmente llevadas a cabo por motores o actuadores que mueven extremidades o impulsan al robot. Hacia 1942, Isaac Asimov da una versión humanizada a través de su conocida serie de relatos, en los que introduce por primera vez el término robótica con el sentido de disciplina científica encargada de construir y programar robots. Además, este autor plantea que las acciones que desarrolla un robot deben ser dirigidas por una serie de reglas morales, llamadas las Tres leyes de la robótica.
Los robots son usados hoy en día (2008) para llevar a cabo tareas sucias, peligrosas, difíciles, repetitivas o embotadas para los humanos. Esto usualmente toma la forma de un robot industrial usado en las líneas de producción. Otras aplicaciones incluyen la limpieza de residuos tóxicos, exploración espacial, minería, búsqueda y rescate de personas y localización de minas terrestres. La manufactura continúa siendo el principal mercado donde los robots son utilizados. En particular, robots articulados (similares en capacidad de movimiento a un brazo humano) son los más usados comúnmente. Las aplicaciones incluyen soldado, pintado y carga de maquinaria. La industria automotriz ha tomado gran ventaja de esta nueva tecnología donde los robots han sido programados para reemplazar el trabajo de los humanos en muchas tareas repetitivas. Recientemente, se ha logrado un gran avance en los robots dedicados a la medicina que utiliza robots de última generación en procedimientos de cirugía invasiva mínima. La automatización de laboratorios también es un área en crecimiento. Los robots parecen estar abaratándose y empequeñeciéndose en tamaño, todo relacionado con la miniaturización de los componentes electrónicos que se utilizan para controlarlos. También, muchos robots son diseñados en simuladores mucho antes de que sean construidos e interactúen con ambientes físicos reales.

### Láser
En 1960 el físico norteamericano Charles Townes (1915-2015) realizó en la Universidad de Columbia el descubrimiento que le proporcionaría su salto a la fama científica: fue descrito como Microwave Amplification by Stimulated Emission of Radiation (máser). Sin embargo fue el físico norteamericano Gordon Gould (1920-2005) quien patentó los primeros láseres para usos industriales y militares, a pesar de que hubo muchos pleitos porque varios científicos estaban estudiando la posibilidad de tecnologías similares a partir de las teorías desarrolladas por Einstein sobre la emisión estimulada de radiación. Ello fue así porque Gould fue el científico que primero lo fabricó y le puso el nombre: Light Amplification by Stimulated Emission of Radiation (Amplificación de Luz por Emisión Estimulada de Radiación, LASER) No obstante, fue a Charles Townes a quien le fue concedido el premio Nobel de Física en 1964.
Un láser es un dispositivo que utiliza un efecto de la mecánica cuántica, la emisión inducida o estimulada, para generar un haz de luz coherente de un medio adecuado y con el tamaño, la forma y la pureza controlados. El tamaño de los láseres varía ampliamente, desde diodos láser microscópicos con numerosas aplicaciones, al láser de cristales dopados con neodimio con un tamaño similar al de un campo de fútbol, usado para la fusión de confinamiento inercial, la investigación sobre armamento nuclear u otros experimentos físicos en los que se presenten altas densidades de energía. Desde su invención en 1960 se han vuelto omnipresentes y se pueden encontrar en miles de variadas aplicaciones en cualquier sector de la sociedad actual, incluyendo campos tan dispares como la electrónica de consumo y las tecnologías de la información (sistemas de lectura digital de los discos duros, los CD y los DVD y del código de barras), hasta análisis científicos y métodos de diagnóstico en medicina, así como el mecanizado, soldadura o sistemas de corte en sectores industriales y militares.

### Electrificación de los ferrocarriles

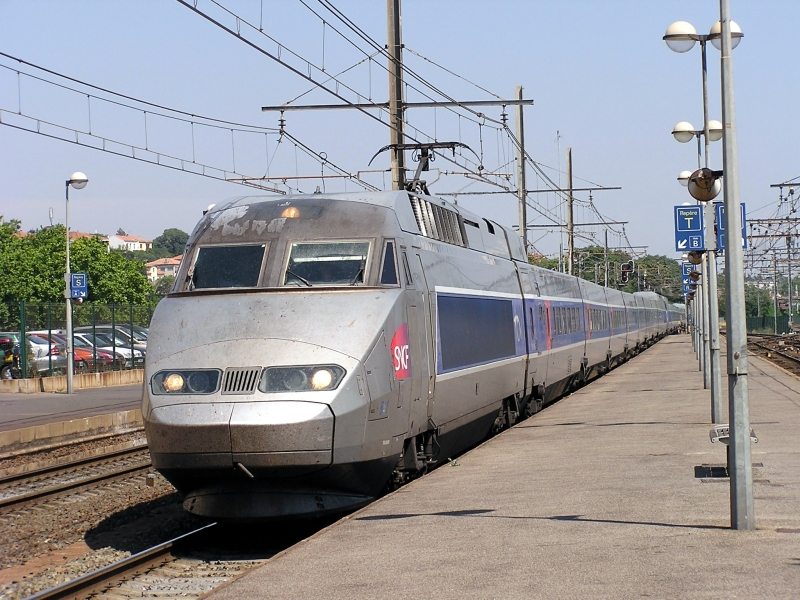
Train à Grande Vitesse

Una de las aplicaciones más significativas de la electricidad fue la casi total electrificación de los ferrocarriles en los países más industrializados. La primera fase de este proceso, más generalizada que la segunda, fue la sustitución de las locomotoras que utilizaban carbón, por las locomotoras llamadas diésel que usan combustible obtenido del petróleo. Las locomotoras diésel-eléctricas consisten básicamente en dos componentes: un motor diésel que mueve un generador eléctrico y varios motores eléctricos (conocidos como motores de tracción) que comunican a las ruedas (pares) la fuerza tractiva que mueve a la locomotora. Generalmente hay un motor de tracción por cada eje, siendo generalmente 4 o 6 en una locomotora típica. Los motores de tracción se alimentan con corriente eléctrica y luego, por medio de engranajes, mueven las ruedas. En el caso de las locomotoras diésel no hace falta que las vías estén electrificadas, y ya se usan en casi todas las vías del mundo estén las vías electrificadas o no.
El siguiente avance tecnológico fue la puesta en servicio de locomotoras eléctricas directas, las que usan como fuente de energía la energía eléctrica proveniente de una fuente externa, para aplicarla directamente a motores de tracción eléctricos. Las locomotoras eléctricas requieren la instalación de cables eléctricos de alimentación a lo largo de todo el recorrido, que se sitúan a una altura por encima de los trenes a fin de evitar accidentes. Esta instalación se conoce como catenaria. Las locomotoras toman la electricidad por un trole, que la mayoría de las veces tiene forma de pantógrafo y como tal se conoce. El coste de la instalación de alimentación hace que la tracción eléctrica solamente sea rentable en líneas de gran tráfico, o bien en vías con gran parte del recorrido en túnel bajo montañas o por debajo del mar, con dificultades para la toma de aire para la combustión de los otros tipos de motor. En los años 1980 se integraron como propulsores de vehículos eléctricos ferroviarios los motores asíncronos, y aparecieron los sistemas electrónicos de regulación de potencia que dieron el espaldarazo definitivo a la elección de este tipo de tracción por las compañías ferroviarias. Las dificultades de aplicar la tracción eléctrica en zonas con climatología extrema hacen que en esos casos, se siga utilizando la tracción diésel, ya que la nieve intensa y su filtración por ventiladores a las cámaras de alta tensión originan derivaciones de circuitos eléctricos que dejan inservibles estas locomotoras mientras dure el temporal. Las bajas temperaturas también afectan de diferente manera al cable de contacto de la catenaria que pierde la conductividad durante intervalos de tiempo. El hito de los trenes eléctricos lo constituyen los llamados trenes de alta velocidad cuyo desarrollo ha sido el siguiente:
1964 El Shinkansen o tren bala japonés fue el primer tren de alta velocidad en utilizar un trazado propio, y se inauguró para los Juegos Olímpicos de Tokio 1964. 1979 Un tren de levitación magnética se instaló por primera vez en Hamburgo para la Exhibición Internacional del Transporte (IVA 79), desarrollando patentes anteriores. Hubo pruebas posteriores de trenes similares en Inglaterra y actualmente operan comercialmente líneas en Japón y China. Se combinan con el sistema de monorraíl. 1981 El Tren de Gran Velocidad (en francés: Train à Grande Vitesse), conocido como TGV, es un tipo de tren eléctrico de alta velocidad desarrollado por la empresa francesa Alstom para hacer inicialmente el recorrido entre París y Lyon. El TGV es uno de los trenes más veloces del mundo, operando en algunos tramos a velocidades de hasta 320 km/h teniendo el récord de mayor velocidad media en un servicio de pasajeros y el de mayor velocidad en condiciones especiales de prueba. En 1990 alcanzó la velocidad de 515,3 km/h, y en el 2007 superó su propio registro al llegar a los 574,8 km/h en la línea París-Estrasburgo.

### Electromedicina

Imagen radiológica en 3D

1895. Los rayos X fueron descubiertos en 1895 por el físico alemán Wilhelm Röntgen, quien descubrió que el bombardeo de átomos metálicos con electrones de alta velocidad produce la emisión de radiaciones de gran energía. Combinados con las tecnologías de la fotografía, los rayos X permitieron obtener imágenes de partes interiores del cuerpo humano antes inaccesibles sin mediar cirugía. A partir de ese momento se convirtieron en imprescindibles medios de diagnóstico, formando parte esencial del campo denominado electromedicina.
Su uso principal en diagnóstico médico, por ser las más fáciles de visualizar, fue la observación de las estructuras óseas. A partir de la generalización de esta práctica se desarrolló la radiología como especialidad médica que emplea la radiografía como medio de diagnóstico, que sigue siendo el uso más extendido de los rayos X. En desarrollos posteriores se añadieron la tomografía axial computarizada (TAC, en 1967, por un equipo dirigido por los ingenieros Godfrey Newbold Hounsfield y Allan M. Cormack, premios Nobel de Medicina en 1979), la resonancia magnética (descubierta como principio en 1938 y aplicada a la imagen de diagnóstico por Paul Lauterbur y Peter Mansfield, premios Nobel de 2003) y la angiografía (utilizada desde 1927 por el portugués Egas Moniz, ganador del premio Nobel en 1949, y desarrollada de forma más segura por la técnica Seldinger desde 1953); así como la utilización terapéutica de la radioterapia.
Los ultrasonidos fueron utilizados por primera vez en medicina por el estadounidense George Ludwig, a finales de los años 1940, mientras que la ecografía fue desarrollada en Suecia por los cardiólogos Inge Edler y Carl Hellmuth Hertz (hijo y sobrino nieto de los famosos físicos), y en el Reino Unido por Ian Donald y el equipo de ginecología del hospital de Glasgow.
Se aplican otras tecnologías electromédicas en la cardiología, tanto en diagnóstico (electrocardiograma, utilizado desde 1911, que valió el premio Nobel de 1924 a Willem Einthoven) como en tratamientos (desfibrilador) y prótesis: (los marcapasos y el corazón artificial). También en áreas como los problemas de audición (mediante los audífonos) o el diagnóstico y tratamiento de problemas neurológicos y neurofisiológicos.
Se han equipado los quirófanos y unidades de rehabilitación y cuidados intensivos (UVI) o (UCI) con equipos electrónicos e informáticos de alta tecnología. Se han mejorado los equipamientos que realizan análisis clínicos y se han desarrollado microscopios electrónicos de gran resolución.

### Telecomunicaciones e Internet

Satélite de comunicaciones.

1969 El auge de las telecomunicaciones empieza cuando se sitúan en el espacio exterior los primeros satélites de comunicaciones, satélites artificiales situados en órbita alrededor de la Tierra que transmiten ondas electromagnéticas; pero este punto culminante tuvo su prehistoria: El término telecomunicación fue definido oficialmente por primera vez en 1932 durante una conferencia internacional que tuvo lugar en Madrid ("toda transmisión, emisión o recepción, de signos, señales, escritos, imágenes, sonidos o informaciones de cualquier naturaleza por hilo, radioelectricidad, medios ópticos u otros sistemas electromagnéticos"). La base matemática sobre la que se desarrollan las telecomunicaciones dependientes de la electricidad es muy anterior: fue desarrollada por Maxwell, quien ya predijo que era posible propagar ondas por el espacio libre utilizando descargas eléctricas (prefacio de Treatise on Electricity and Magnetism, 1873), hecho que corroboró Heinrich Hertz con el primer transmisor de radio generando radiofrecuencias entre 31 MHz y 1.25 GHz (1887). No obstante, el inicio de la era de la comunicación rápida a distancia ya había comenzado en la primera mitad del siglo XIX con el telégrafo eléctrico, al que se añadieron más tarde el teléfono y la revolución de la comunicación inalámbrica con las ondas de radio. A principios del siglo XX apareció el teletipo que, utilizando el código Baudot, permitía enviar y recibir texto en algo parecido a una máquina de escribir. En 1921 la wirephoto o telefoto permitió transmitir imágenes por teléfono (ya se había hecho telegráficamente desde la Exposición Universal de Londres de 1851 y comercialmente desde 1863), y a partir de entonces se comercializó el fax por AT&T. Esta misma compañía norteamericana desarrolló desde 1958 distintos tipos de aparatos digitales precedentes del módem para las comunicaciones telefónicas, que más tarde se aplicaron a la transmisión de datos entre computadoras y otros dispositivos. En los años 1960 comienza a ser utilizada la telecomunicación en el campo de la informática con el uso de satélites de comunicación y las redes de conmutación de paquetes.
Un satélite actúa básicamente como un repetidor situado en el espacio: recibe las señales enviadas desde la estación terrestre y las reemite a otro satélite o de vuelta a los receptores terrestres. Los satélites son puestos en órbita mediante cohetes espaciales que los sitúan circundando la Tierra a distancias relativamente cercanas fuera de la atmósfera. Las antenas utilizadas preferentemente en las comunicaciones vía satélites son las antenas parabólicas, cada vez más frecuentes en las terrazas y tejados de nuestras ciudades. Tienen forma de parábola y la particularidad de que las señales que inciden sobre su superficie se reflejan e inciden sobre el foco de la parábola, donde se encuentra el elemento receptor.
Con la puesta en marcha de los satélites de comunicaciones ha sido posible disponer de muchos canales de televisión, el impresionante desarrollo de la telefonía móvil y de Internet. Internet es un método de interconexión descentralizada de redes de computadoras implementado en un conjunto de protocolos denominado TCP/IP y garantiza que redes físicas heterogéneas funcionen como una red lógica única, de alcance mundial. Sus orígenes se remontan a 1969, cuando se estableció la primera conexión de computadoras, conocida como ARPANET, entre tres universidades en California y una en Utah, EE. UU..
El siglo XXI está viviendo los comienzos de la interconexión total a la que convergen las telecomunicaciones, a través de todo tipo de dispositivos cada vez más rápidos, más compactos, más poderosos y multifuncionales. Ya no es necesario establecer enlaces físicos entre dos puntos para transmitir la información de un punto a otro. Debido a la gran velocidad de propagación de las ondas electromagnéticas, los mensajes enviados desde cualquier punto de la superficie terrestre o de su atmósfera se reciben casi simultáneamente en cualquier otro.

### Vídeos
- Electricidad y magnetismo
- Historia de la electricidad YouTube

- Datos: Q2000761
- Multimedia: History of electricity / Q2000761